# Transports en commun du Havre
Pour les articles homonymes, voir LIA.
LiA est une marque déposée par la communauté urbaine Le Havre Seine Métropole, qui désigne sous ce nom le réseau de transport en commun du Havre et de ses environs. Connu sous ce nom depuis le 1er juillet 2012, il est le successeur direct du réseau Bus Océane et la suite de services de transports sur le territoire de la sous-préfecture de la Seine-Maritime depuis le milieu des années 1870. Depuis sa dernière restructuration au 31 août 2020 afin de desservir l’ensemble des communes de la nouvelle intercommunalité, le réseau se compose de 25 lignes répartis entre le mode léger qu’est l’autobus, qui compose la majorité du réseau avec 21 lignes régulières, et les modes lourds que sont le tramway, le LER et le funiculaire qui regroupent quatre lignes dont deux pour le premier et une pour les deux autres. Trois services de transport à la demande (TAD) viennent compléter ce réseau régulier : le Fil’bus, ouvert à tous et qui permet de se rendre en journée dans les communes non desservies par les lignes classiques, le Mobil’Fil, destiné aux personnes à mobilité réduite, et LiA de nuit, également ouvert à tous mais ne fonctionnant que la nuit, lorsque les lignes régulières ne circulent pas. Ce dernier service permet au réseau havrais d’être le seul réseau français à proposer une offre de transport à toute heure tous les jours de l’année, à l’exception du 1er mai où aucun service n’est assuré.
Son exploitation est assurée par la société Transdev Le Havre, filiale du groupe Transdev, dans le cadre d’un contrat de délégation de service public de 7 ans depuis le 1er janvier 2018. Une partie des lignes est sous-traitée à deux transporteurs : une autre filiale du groupe, Transdev Normandie Interurbain, et les Cars Périer. Le parc de véhicules se compose, à l’été 2023, de cinq minibus sur les lignes urbaines et de quatre autocars sur les lignes périurbaines, ainsi que de deux véhicules légers pour le transport à la demande et les besoins d’exploitation.
Il est complété par un service de location de vélos, commercialisé sous la marque LiA les vélos, qui propose différents types de vélos en location courte et moyenne durée depuis une agence multi-services située au Havre.

## Historique

### Les premiers omnibus, tramway et funiculaires
Les premiers omnibus apparaissent au Havre en 1874. En 1880 est ouvert le dépôt de Graville. La première ligne de tramway urbain à traction électrique de France est ouverte au Havre en 1884.
Le funiculaire du Havre ouvre en 1890.
En 1894, le dépôt central est ouvert. Situé rue Jules Lecesne en centre-ville il peut accueillir 44 tramways. En 1895, ouverture de l'ancien funiculaire de Sainte-Marie.

### Le début duXXesiècle
Ouverture de l'escalier mécanique du Havre en 1928.
Le réseau est fortement endommagé à la suite des bombardements de 1944 qui anéantirent Le Havre.

### L'après-guerre: le trolleybus et l'autobus supplantent le tramway
En août 1947, la ligne 8 voit la mise en service des premiers trolleybus, les Vetra CS 60 R. En 1949, mise en service des premiers autobus, des Chausson APH.
Le tramway est définitivement supprimé le 3 juin 1950, le funiculaire est remis en service le lendemain. Le réseau s'appelle alors C.G.F.T. (Compagnie générale française de transport).
Le trolleybus est à son tour supprimé en 1970, tout comme l'exploitation à deux agents au profit de l'exploitation à un agent et des autobus.
Le funiculaire est modernisé en 1972 et voit la mise en service de nouvelles cabines sur pneus produites par Neyrpic-Belledonne, elles sont encore en service en 2011.
La livrée est modernisée en 1976, elle reste toutefois à base de bleu-vert. Le réseau se nomme alors C.G.F.T.E (Compagnie générale française de transport et d'entreprises).

### Les années 1980
En 1982, le réseau se dote de ses premiers autobus articulés, Renault PR180 MIPS. La livrée est modifiée à l'occasion et devient blanche à bandes bleues.
Création en avril 1987, d'un vrai réseau dominical en remplacement des anciennes lignes désignées par des flèches et jugées peu lisibles et efficaces.

### Les années 1990: de la CGFTE à Bus Océane
Apparition en 1990 du SAEIV (Système d'aide à l'exploitation et d'informations aux voyageurs) qui permet d'informer les voyageurs sur l'état du réseau.
En septembre 1991, la CGFTE disparaît définitivement au profit de la CTPO, qui exploitera le réseau, non pas sous son nom, mais sous le nom de «Bus Océane». Présentation du premier bus «Dell'Arte».
Création en janvier 1992 du réseau de soirée Midnight Bus. En juillet, présentation du second bus «Dell'Arte».
Présentation du troisième bus «Dell'Arte» en 1994.

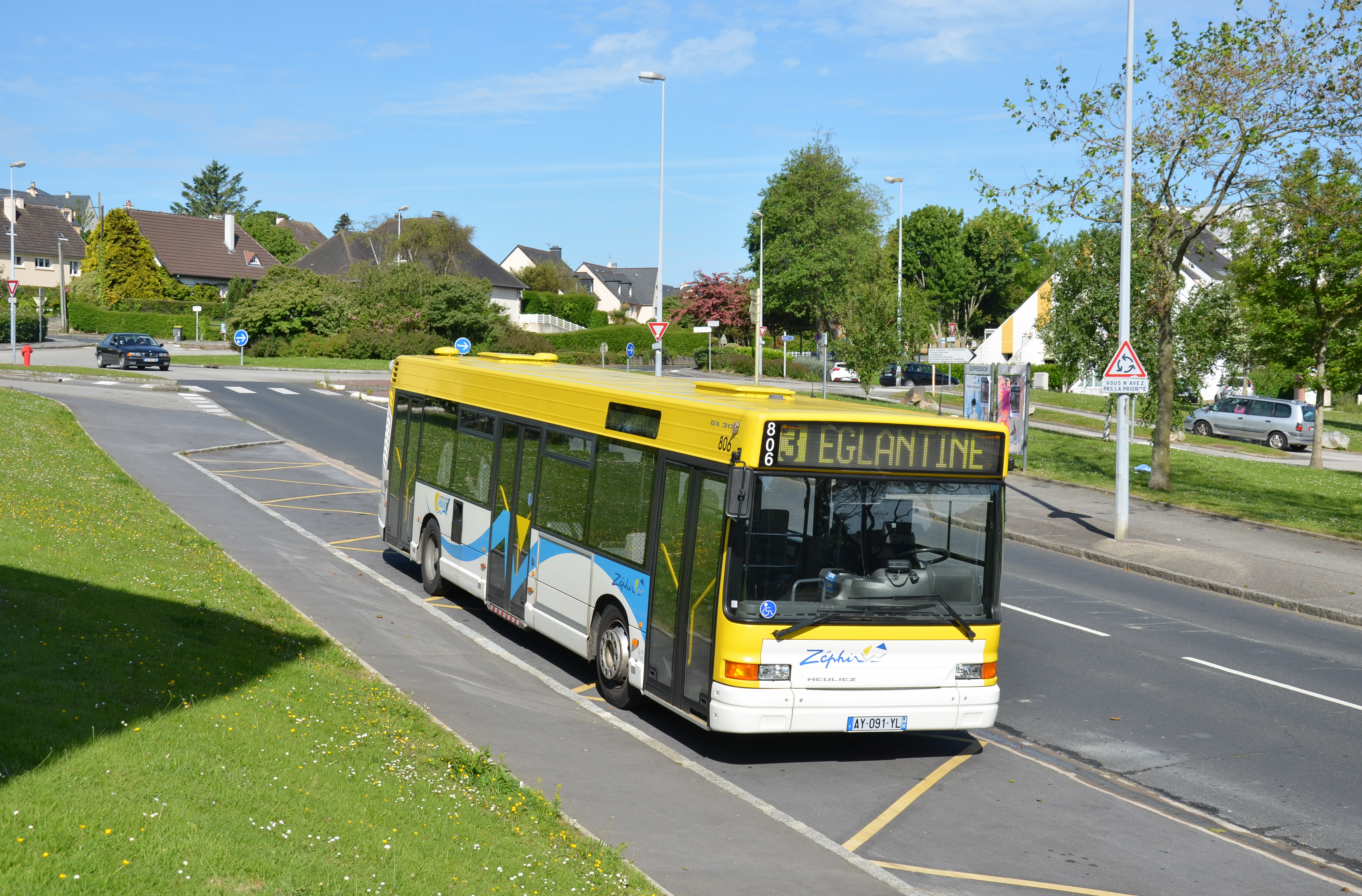
Le premier bus à plancher bas du réseau est un Heuliez GX317, similaire à celui-ci (réseau Zéphir Bus de Cherbourg).

Le Syndicat Intercommunal des TRansports de l’Agglomération Havraise (SITRAH), qui regroupe les communes de Fontaine-la-Mallet, Gonfreville-l'Orcher, Harfleur, Le Havre et Montivilliers, est créé en 1995. Il est inauguré le 7 janvier par une ballade des élus sur le territoire desservi à bord d’un Saviem SC10 UPF décoré par 6 artistes peintres avec différents tableaux représentant chacune des communes formant le nouveau syndicat. Dans la foulée, le premier bus à plancher bas, un Heuliez GX 317 à 3 portes qui porte le no 10, est mis en service. En septembre, création du et restructuration du réseau de bus.
Présentation du quatrième bus «Dell'Arte» en 1996. En décembre, cinq Heuliez GX 417, numérotés de 601 à 605, sont livrés. Il s’agit alors des premiers autobus articulés accessibles du réseau.
Présentation du cinquième bus «Dell'Arte» en 1998.

### Les années 2000: Vers le retour du tramway

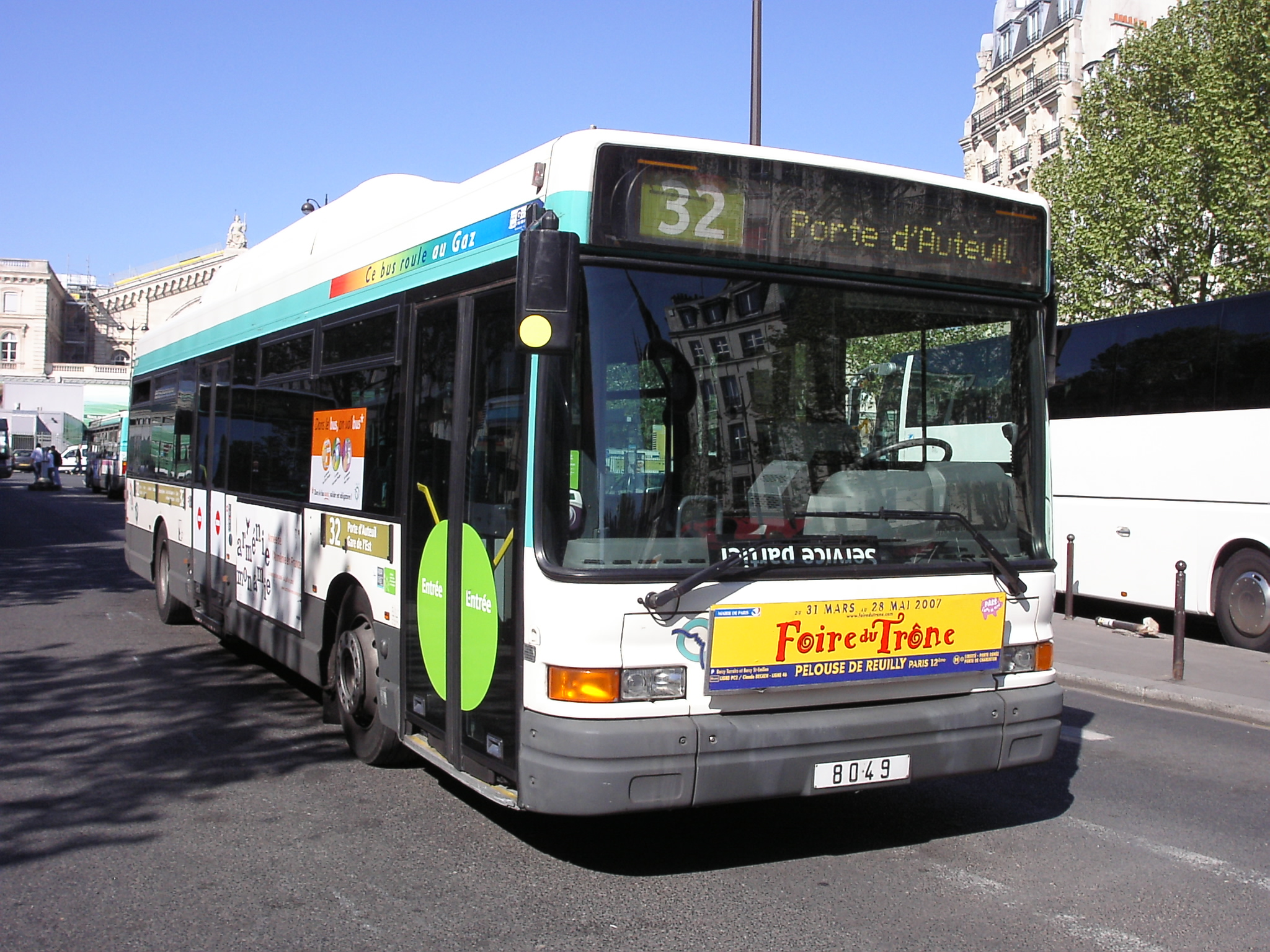
En mai 2000, le réseau teste le Heuliez GX317 GPL (réseau RATP de Paris)

Le 10 mai 2000, Bus Océane devoile son sixième Bus dell’Arte, le Heuliez GX317 no 39, dont la décoration a été réalisée par Daniel Bovero, artiste plasticien havrais. La version GPL du modèle est également testé du 9 au 19 mai sur la ligne 10 afin d’en étudier la consommation précise. A cette date, le réseau exploite 137 véhicules, à raison de 97 standards (1 Renault R312, 66 Heuliez GX 107 et 30 Heuliez GX 317) et 37 articulés (9 Heuliez GX 187, 5 Renault PR180.2, 12 Renault PR118 et 11 Heuliez GX 417), auxquels s’ajoutent 2 Renault Master et 1 Peugeot Boxer.
Création le 1er janvier 2001 de l'agglomération, la CODAH. Ouverture en avril de la nouvelle station de bus situé devant la Gare du Havre. Ouverture en septembre de la LER.

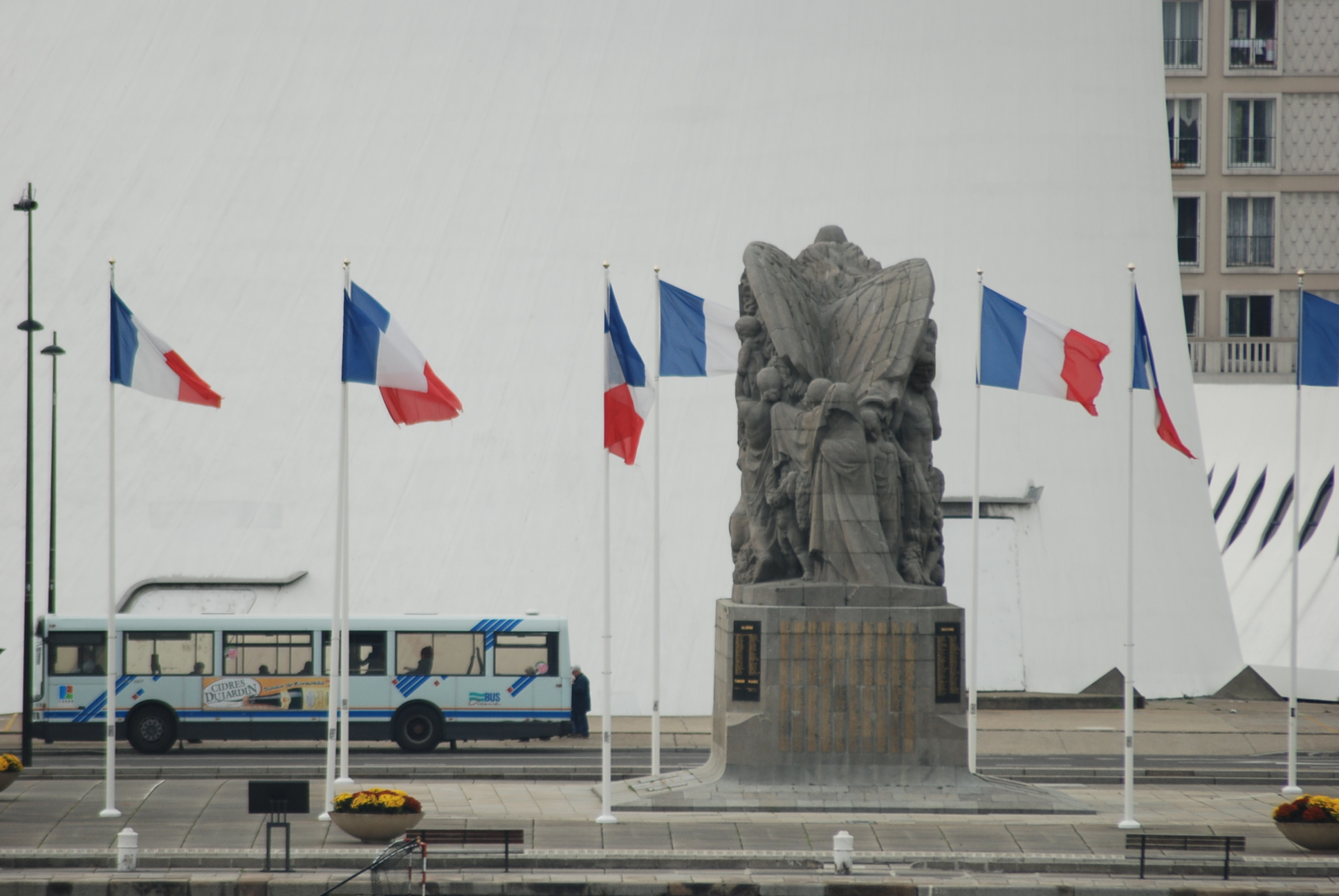
En 2002, la découpe des bus est modifiée.

En 2002, les véhicules du réseau reçoivent une nouvelle découpe, tandis que le Heuliez GX 317 no 48, décoré par Jean-Pierre Accault dans le cadre de l’opération Bus dell’Arte, est présenté au public le 5 juin.
En 2003, l'agglomération établit son plan de déplacement urbains, le PDU. Il y est fait mention de la création d'une ligne de tramway.
Présentation du huitième bus «Dell'Arte» en octobre 2005, ainsi que l'ouverture du nouveau dépôt.
En 2006, le réseau se dote d'un nouveau SAEIV, l'ancien étant devenu obsolète. Réalisation d'une étude de faisabilité pour la création du tramway. Ce projet sera adopté en mars 2007.
Présentation du neuvième bus «Dell'Arte» en 2007. La CTPO obtient le 1er prix de la communication pour sa campagne de citoyenneté "Le Bus, un art de vivre en commun" par le magazine Ville & Transports (édition de décembre 2007).
Restructuration du réseau en septembre 2008.
Présentation du dixième bus «Dell'Arte» en juin 2010. En avril de la même année, début des travaux du tramway.

### 2012, le renouveau du tramway

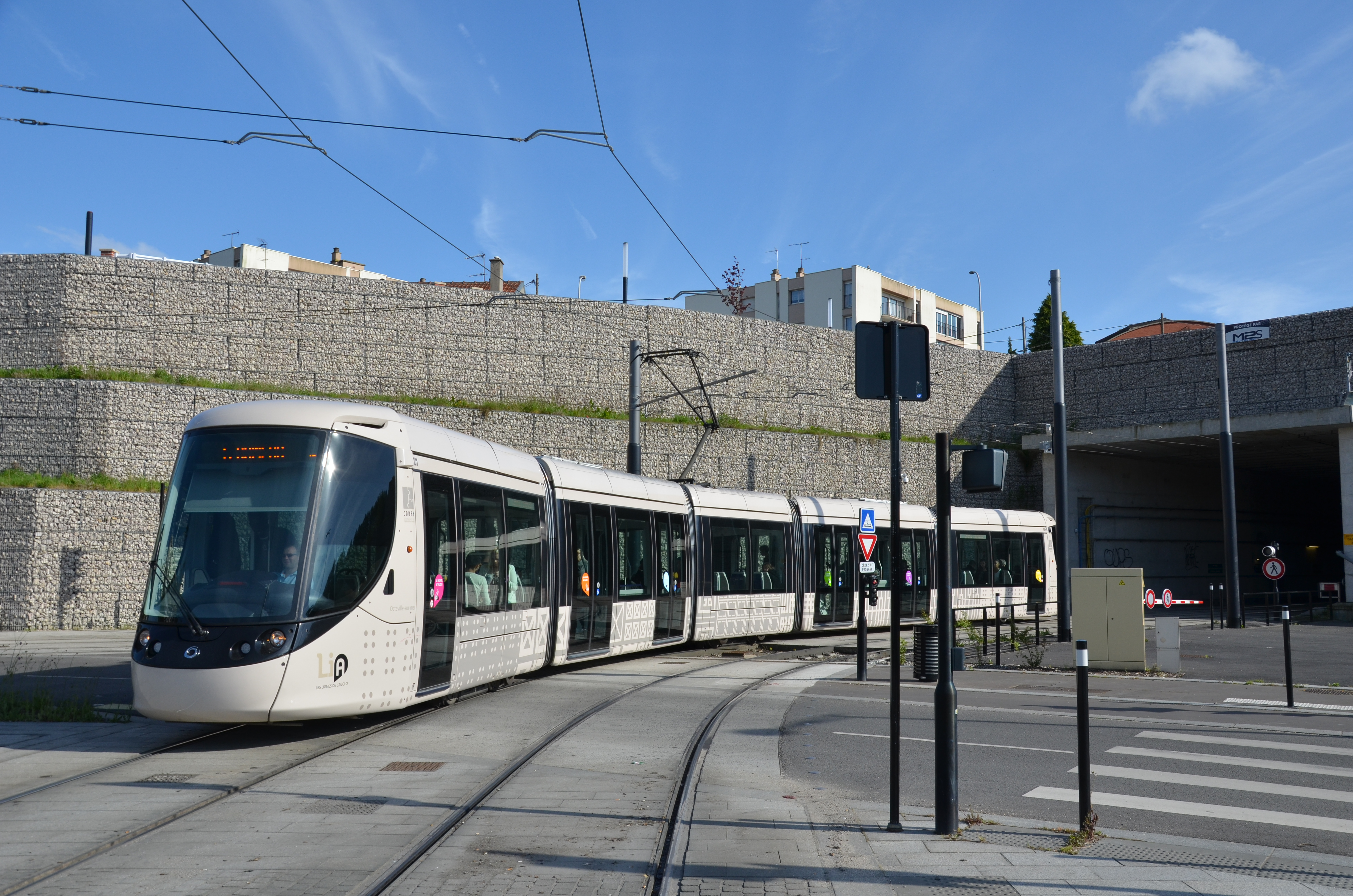
Le tramway du Havre est inauguré le 12 décembre 2012.

L’année 2012 marque une double révolution pour le réseau havrais. La première a lieu le 1er juillet 2012 avec le remplacement du nom Bus Océane par une nouvelle marque, LiA,, afin de préparer à l’arrivée du tramway. L’inauguration de ce dernier, qui se déroule à la date symbolique du 12 décembre 2012 à 12 h 12, est le second événement majeur de cette année, 62 ans après la suppression du précédent réseau. Le réseau de bus est profondément refondu au lendemain de cette date, avec des lignes hiérarchisés en quatre niveaux :
- les Phares, numérotées de 1 à 3, qui circulent tous les jours de 5 h du matin à 23 h avec un départ toutes les 7 à 12 minutes et qui concentrent, avec les modes lourds que sont le tramway, la LER et le funiculaire, 75% de la fréquentation totale du réseau[1],[Off 2];
- les Capitales, numérotées de 4 à 9, avec un bus toutes les 15 minutes de 5 h 30 à 21 h 30[1],[Off 2];
- les Villégiales, numérotées de 10 à 14, à vocation interurbaine ou interquartiers et qui ne passent pas par le centre-ville du Havre[1],[Off 2];
- les portuaires, numérotées en fonction de la zone desservie avec les 31 et 32 vers la ZIP, les 41 à 43 vers le terminal roulier, et les 51 et 52 vers les terrains de la Compagnie Industrielle et Maritime[1],[Off 2].

Toutefois, d’importantes chutes de neige perturbent fortement le réseau routier à la date prévue, et les nouvelles lignes de bus sont finalement mises en place le 14 décembre 2012.

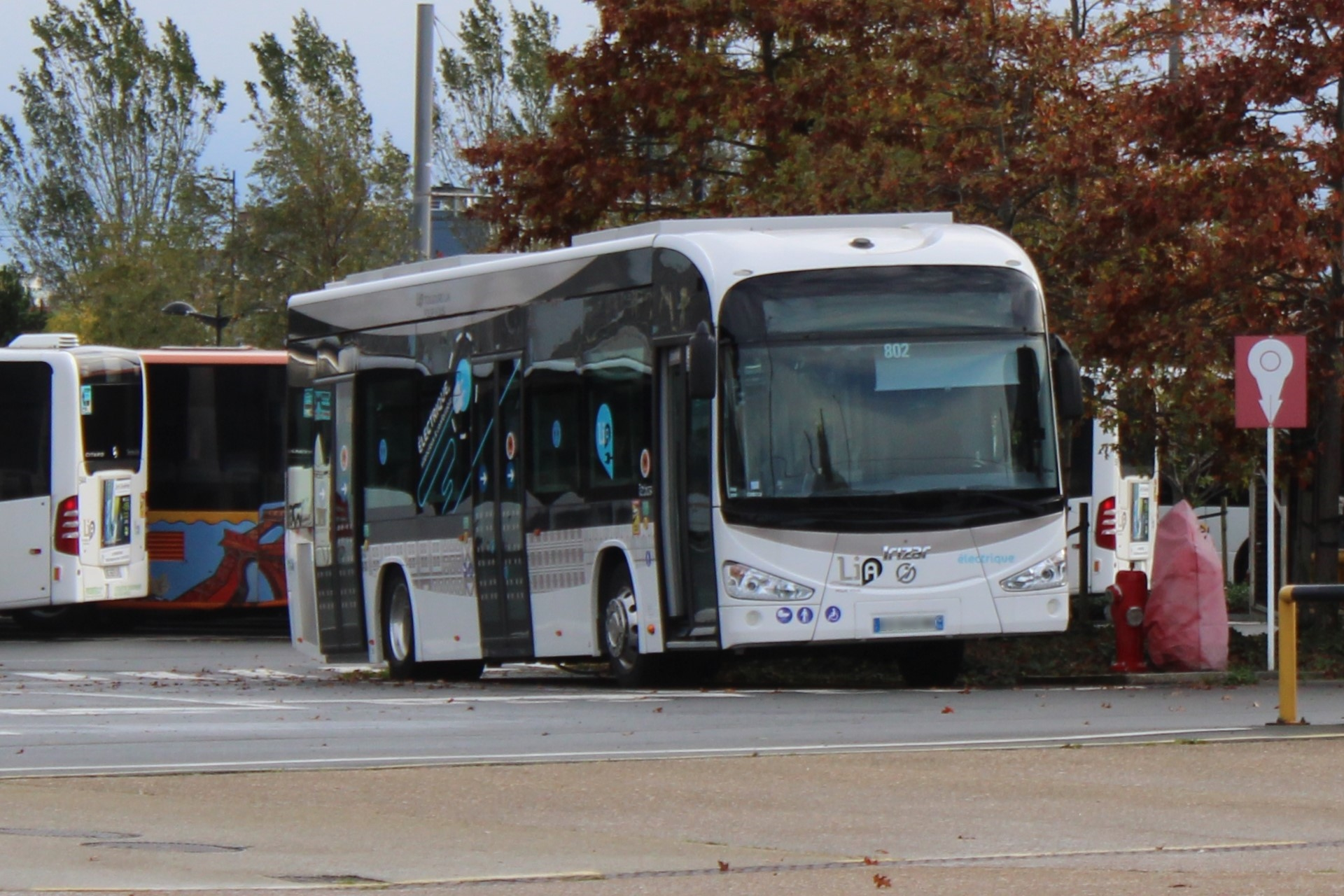
Depuis 4 2019, le réseau exploite trois bus électriques, des Irizar i2e.

En avril 2019, le réseau LiA met en service trois Irizar i2e, numérotés 800 à 802. Ces véhicules, affectés aux lignes 5, 10 et 13, disposent d’une autonomie d’environ 200 km. Cet acquisition, d’un coût total de 2,166 millions d'euros, est en grande partie subventionnée par l’État, et fait suite au test d’un véhicule similaire sur les lignes du réseau du 10 septembre au 21 octobre 2016.
Le 31 août 2020, le réseau LiA est étendu vers le territoire des anciennes communautés de communes de Caux Estuaire et du canton de Criquetot-l'Esneval avec la création de quatre nouvelles lignes dont deux au départ du pôle d’échanges Gares du Havre, avec la 12 vers la gare d'Étainhus-Saint-Romain et la 13 vers l’ancienne gare d’Étretat, tandis que les deux autres permettent de relier la gare de Montivilliers à celle d’Étainhus-Saint-Romain (11) ou l’ancienne gare d’Étretat (21).

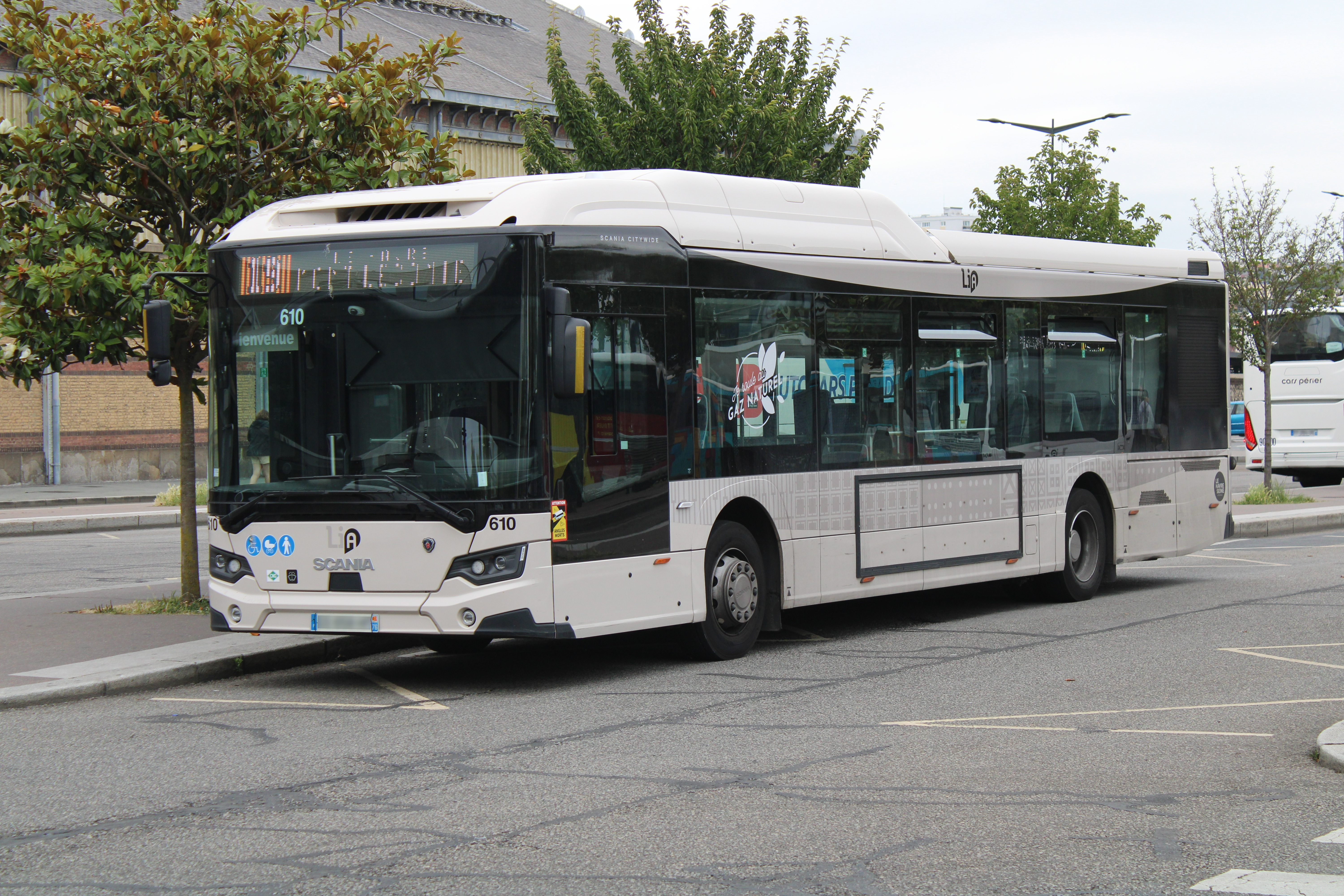
4 Scania Citywide GNV sont livrés au réseau havrais en 2022. A l’horizon 2025, 55 exemplaires devraient être réceptionnés.

En avril 2021, Le Havre Seine Métropole lance un appel d’offres pour la commande de 55 autobus au gaz, à raison de 40 standards et 15 articulés, dont la livraison doit s’étaler de 2022 à 2025. Le marché est remporté par le constructeur suédois Scania et son modèle Citywide,,, dont les 4 premiers exemplaires sont mis en service le 27 mars 2023.

## Organisateurs du réseau

### Autorité organisatrice

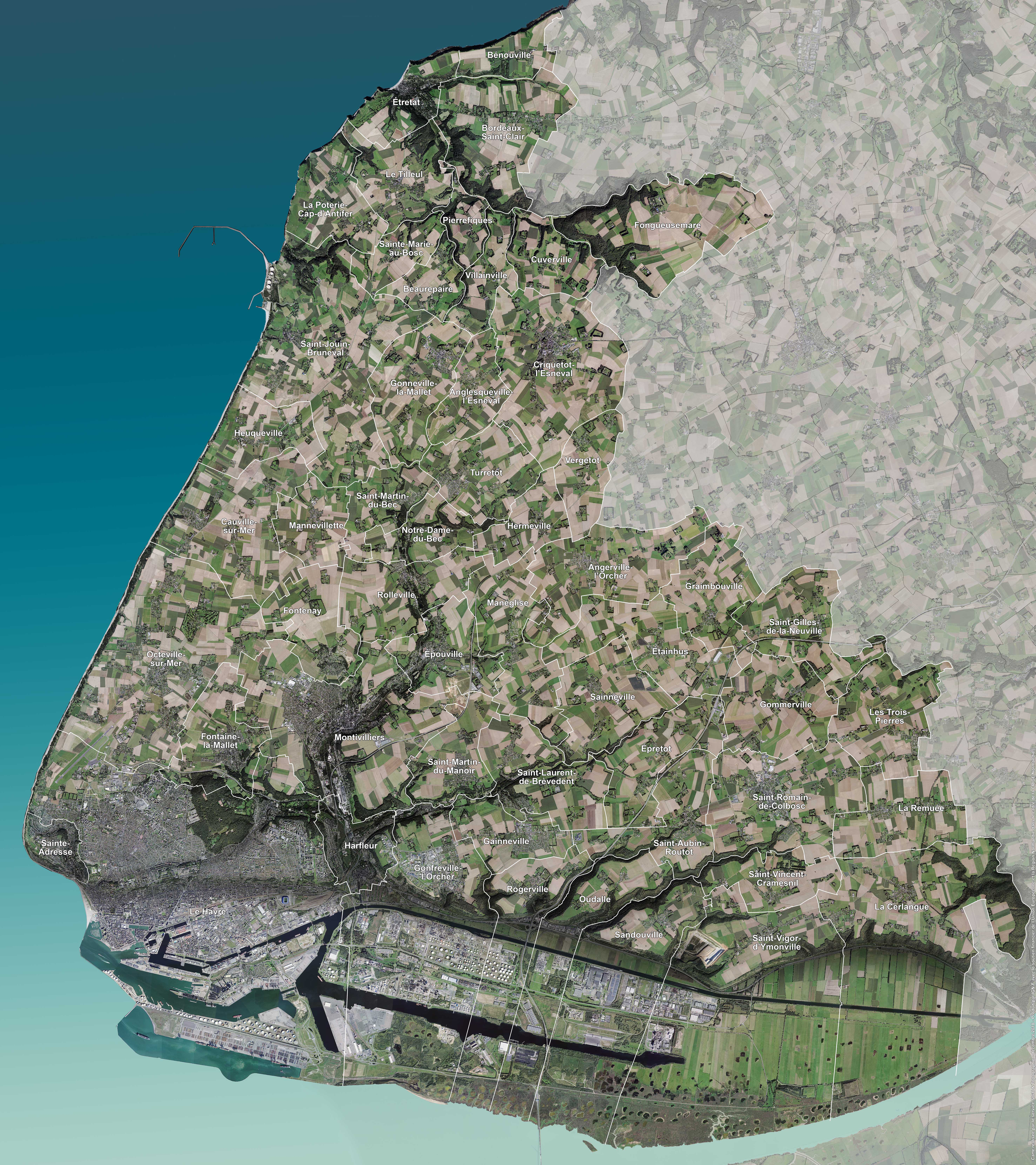
Vue satellite du territoire de la communauté urbaine Le Havre Seine Métropole.

Depuis le 1er janvier 2019, le réseau LiA est organisé par la communauté urbaine Le Havre Seine Métropole, formée par la fusion de la communauté de l'agglomération havraise (CODAH), ancienne autorité organisatrice, avec les communautés de communes de Caux Estuaire et du canton de Criquetot-l'Esneval. Cette nouvelle intercommunalité regroupe 54 communes du département de la Seine-Maritime, formant un ensemble d’une superficie de 495,80 km2, pour une population de 267 618 habitants.
Son siège se situe au Havre, qui est également la plus importante commune tant en termes de superficie que de population, dans l’Hôtel d’Agglomération qui est situé au 19 rue Georges Braque.
En tant qu’AOM, Le Havre Seine Métropole s’occupe de prendre les décisions concernant l’évolution et l’exploitation du réseau. Dans le détail, elle assure les missions suivantes :
- définir la politique des transports en commun de l’agglomération (offre, tarification...) ;
- déterminer les adaptations du réseau en fonction des besoins des habitants ;
- réaliser les investissements lourds (achats de bus, aménagements urbains...) nécessaires au bon fonctionnement du réseau ;
- mettre à disposition de l’exploitant les moyens nécessaires à l’exploitation du réseau (véhicules, dépôts, poteaux d’arrêts).

### Exploitant
L’exploitant du réseau, est Transdev |Le Havre 

## Le réseau

### Territoire desservi

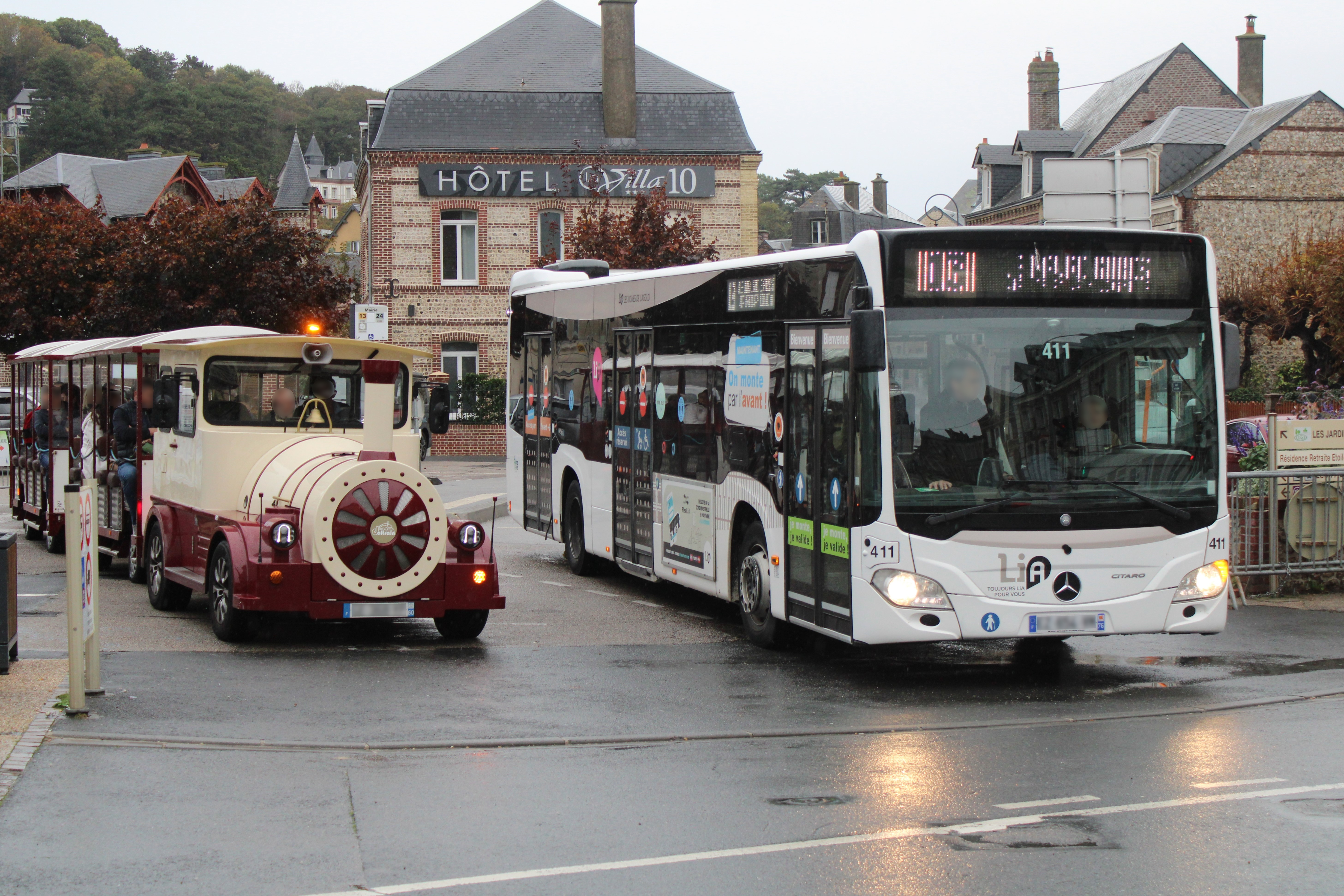
Un Mercedes-Benz Citaro C2 assurant la ligne 13 à Étretat en octobre 2022.

Depuis le 31 août 2020, le réseau LiA, qui ne desservait jusqu’à cette date que le territoire de l’ancienne Communauté de l'agglomération havraise (CODAH), est étendu afin de desservir l’intégralité de la nouvelle communauté d’agglomération Le Havre Seine Métropole. Les 54 communes de l’intercommunalité sont donc desservis par le réseau, au minimum par le service de transport à la demande (TAD) FlexiLiA pour 21 d’entre elles et au maximum par 29 lignes régulières (tramway et LER inclus) pour la ville centre du Havre, qui est d’ailleurs la seule commune desservie par le tramway à cette date :
- Angerville-l'Orcher * ;
- Anglesqueville-l'Esneval ;
- Beaurepaire * ;
- Bénouville * ;
- Bordeaux-Saint-Clair ;
- Cauville-sur-Mer ;
- Criquetot-l'Esneval ;
- Cuverville * ;
- Épouville ;
- Épretot ;
- Étainhus ;
- Étretat ;
- Fongueusemare * ;
- Fontaine-la-Mallet ;
- Fontenay * ;
- Gainneville ;
- Gommerville * ;
- Gonfreville-l'Orcher ;
- Gonneville-la-Mallet ;
- Graimbouville * ;
- Harfleur ;
- Hermeville * ;
- Heuqueville * ;
- La Cerlangue * ;
- La Poterie-Cap-d'Antifer ;
- La Remuée * ;
- Le Havre ;
- Le Tilleul ;
- Les Trois-Pierres * ;
- Manéglise ;
- Mannevillette * ;
- Montivilliers ;
- Notre-Dame-du-Bec ;
- Octeville-sur-Mer ;
- Oudalle * ;
- Pierrefiques ;
- Rogerville ;
- Rolleville ;
- Sainneville ;
- Saint-Aubin-Routot ;
- Saint-Gilles-de-la-Neuville * ;
- Saint-Jouin-Bruneval ;
- Saint-Laurent-de-Brèvedent ;
- Saint-Martin-du-Bec ;
- Saint-Martin-du-Manoir ;
- Saint-Romain-de-Colbosc ;
- Saint-Vigor-d'Ymonville * ;
- Saint-Vincent-Cramesnil * ;
- Sainte-Adresse ;
- Sainte-Marie-au-Bosc * ;
- Sandouville * ;
- Turretot ;
- Vergetot * ;
- Villainville.

* Communes desservies uniquement par le service de transport à la demande (TAD) FlexiLiA

### Les lignes

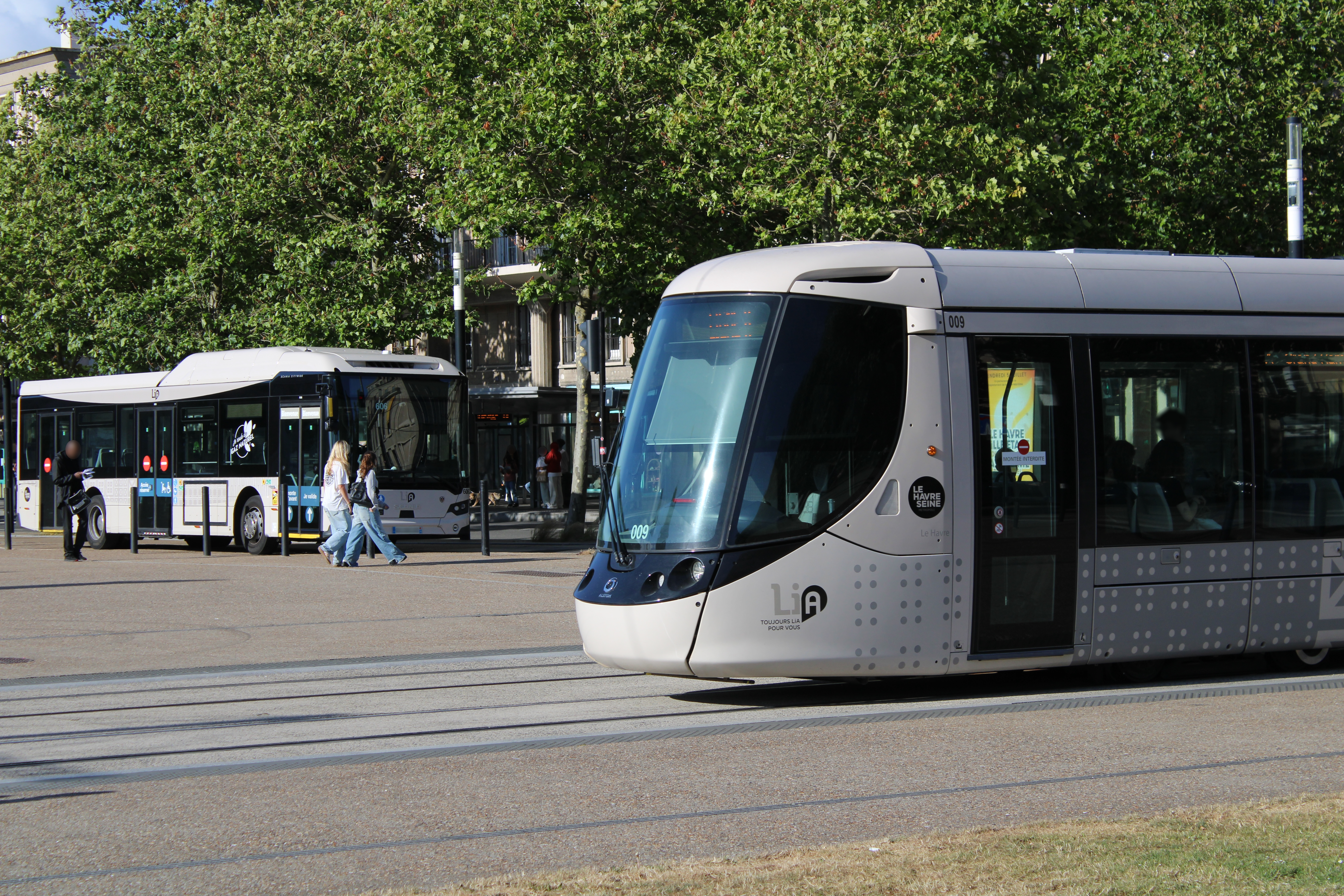
Le réseau LiA exploite différents moyens de transports, dont le tramway et l’autobus.

Le réseau LiA est assez hétéroclite en termes de moyens de transport puisqu’il mutualise à la fois le mode léger qu’est l’autobus mais également deux modes lourds : le tramway, le funiculaire.

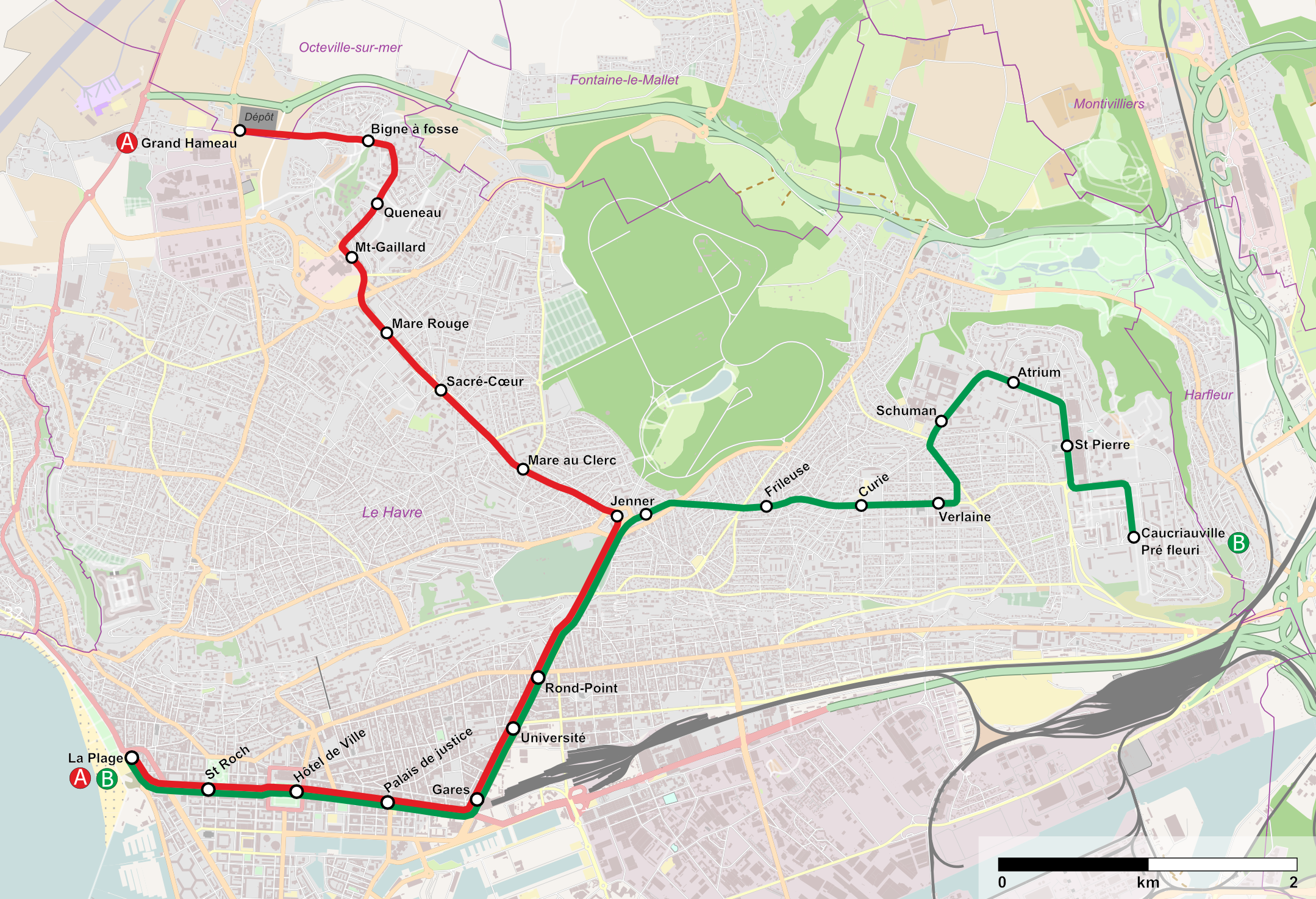
Thermomètre des deux lignes de tramway (A et B) sillonnant Le Havre.

Le principal moyen de transport est le tramway, mis en service le 12 décembre 2012, qui s’organise en deux lignes : A et B. Elles s’organisent en tronc commun au départ de la Plage du Havre et desservent successivement l’hôtel de ville, le palais de justice, les gares ferroviaires et routières ainsi que le campus de la ville, avant de traverser le tunnel Jenner et d’arriver sur la place homonyme. Depuis celle-ci, la ligne A part vers le nord-ouest de la commune, remontant la rue du Bois-au-Coq puis celles de la Bigne-à-Fosse et du Montgaillard, avant d’arriver au quartier du Grand Hameau, à quelques centaines de mètres de l’aéroport du Havre-Octeville. La ligne B part en direction du nord-est, remontant les avenues du Val-aux-Corneilles, d’Aplemont et Paul-Verlaine, avant de desservir le quartier de Caucriauville. Elle passe devant le lycée Schuman et l’IUT, avant de suivre l’avenue du Mont-Le-Compte et la rue Vladimir-Komarov, au bout de laquelle se situe le terminus de Pré Fleuri.

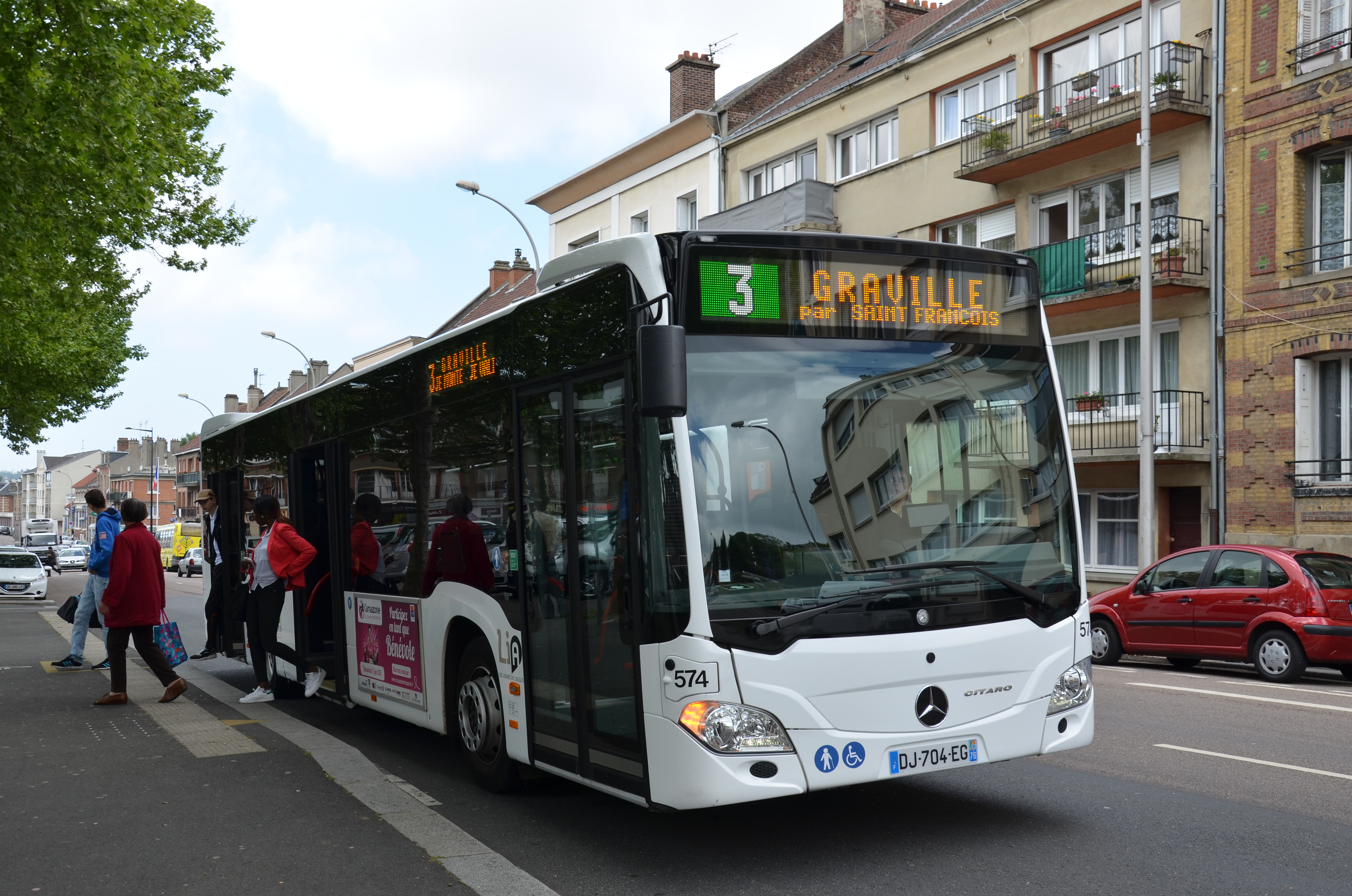
Les lignes 1 à 4 ainsi que la 22 sont des lignes dites essentielles, qui circulent tous les jours de à minuit.

Le réseau d’autobus se compose de 21 lignes de bus, classifiées en deux groupes : les lignes essentielles, qui fonctionnent tous les jours de 4 h 30 à minuit, et les lignes principales, qui assurent le maillage fin du territoire. Elles croisent à plusieurs reprises les lignes essentielles du réseau et le tramway. Seules les lignes 2 et 3 sont assurées en autobus articulés, tandis que les lignes 11 et 14 sont assurées avec des midibus. Depuis la dernière refonte majeure du réseau au 31 août 2020, ces lignes sont :
- 1 : cette ligne, dite essentielle, assure la liaison entre la commune de Sainte-Adresse et la gare de Montivilliers. Après avoir quitté Sainte-Adresse par le nord, elle redescend vers l’église Saint-Joseph par le boulevard Albert Ier, avant de remonter vers l’hôtel de ville par la rue de Paris, puis vers le fort de Tourneville par l’Avenue René Coty et la rue Georges Lafarie. Elle remonte ensuite vers la place Jenner, et fait un décroché vers église Sainte-Cécile, puis poursuit vers Montivilliers via la D6382 Son trajet s’achève par une desserte fine de la commune via la rue Pablo Neruda, l’avenue Charles de Gaulle, et une boucle à sens unique dans le sens des aiguilles d’une montre, qui la mène à son terminus par l’avenue Victor Hugo, avant de repartir dans l’autre sens par l’Avenue Simone Veil et la rue du Champ de Foire.
- C2 : cette ligne, dite essentielle, relie le Grand Quai à la Place d’Armes d’Harfleur grâce à un parcours très rectiligne qui remonte la rue de Paris vers l’hôtel de ville, avant de suivre la D982 jusqu’au centre-ville d’Harfleur.
- 3 : cette ligne, dite essentielle, relie le quartier du Grand Hameau à Graville. Son tracé contourne le cimetière de Bléville avant de descendre vers la rue Saint-Just jusqu’à l’église de Bléville, puis vers la rue de la Sous-Bretonne. Elle poursuit sa route jusqu’à la rue Georges Lafaurie via la rue de Cronstadt, puis descend vers les docks Vauban via le palais de justice et les gares. Après les avoir contournés pour venir desservir l’IUFM, elle remonte vers Graville par le boulevard Amiral Mouchez puis la rue de la Vallée. Au retour, son tracé est légèrement différent, la ligne contournant le bassin Vauban par le sud avant de revenir vers le pôle d’échanges, puis de desservir le quartier du Pont Vauban et de reprendre son itinéraire normal au niveau du palais de justice.
- 4 : cette ligne, dite essentielle, relie le pôle d’échanges Gares au quartier du Grand Hameau, où se trouve le dépôt tram du réseau, avec un tracé assez direct passant au niveau de l’entrée du port de commerce avant de remonter en direction de l’hôtel de ville, puis emprunte la rue Cochet pour longer les Jardins suspendus et suit la rue Irène Joliot Curie jusqu’à son terminus. Au retour, un crochet lui permet de desservir la plage du Havre avec la desserte de l’arrêt Samuel de Champlain.
- 5 : cette ligne, dite principale,
- 6 : cette ligne, dite principale,
- 7 : cette ligne, dite principale, est l’une des rares lignes à ne pas passer par le pôle d’échanges Gares. Elle relie le Musée d'Art moderne André-Malraux au quartier de Caucriauville en remontant le boulevard François Ier puis la rue de Paris afin de desservir l’hôtel de ville. Elle suit ensuite la rue d’Ingouville puis remonte en ligne droite jusqu’à son terminus, situé au niveau de celui de la ligne B du tramway.
- 8 : cette ligne, dite principale, relie le pôle d’échanges Gares au quartier de Soquence avec un tracé lui permettant de desservir le Port Ouest et le quartier des Neiges, avant de revenir les quartiers sud et le lycée Françoise de Grâce. Elle rejoint ensuite l’avenue Léo Lagrange, où se situe son terminus, après avoir desservi le Stade Océane avec l’arrêt Auguste Blanqui.
- 9 : cette ligne, dite principale, relie le pôle d’échanges Gares à la gare de Montivilliers en desservant les quartiers non desservis par la LER, bien que son tracé suive celui du réseau ferroviaire sur certains points de son parcours. Elle assure ainsi la desserte de Graville, Caucriauville (où elle croise la ligne B du tramway à deux reprises), Rouelles, puis remonte vers Montivilliers en desservant les secteurs qui ne sont pas traversés par la ligne 1.
- 10 : cette ligne, dite principale,
- 11 : cette ligne, dite principale, est une des lignes interurbaines créée au 31 août 2020 afin de couvrir l’intégralité du territoire de l’intercommunalité. Elle relie la gare de Montivilliers à celle d’Étainhus - Saint-Romain en passant par Épouville, Manéglise et Sainneville-sur-Seine.
- 12 : cette ligne, dite principale, est une des lignes interurbaines créée au 31 août 2020 afin de couvrir l’intégralité du territoire de l’intercommunalité. Elle relie le pôle d’échanges Gares du Havre à celle d’Étainhus - Saint-Romain en longeant le tracé de la LER jusqu’à Harfleur, avant de desservir les communes de Gonfreville-l'Orcher, Gainneville, Saint-Laurent-de-Brèvedent, Épretot et Saint-Aubin-Routot.
- 13 : cette ligne, dite principale, est une des lignes interurbaines créée au 31 août 2020 afin de couvrir l’intégralité du territoire de l’intercommunalité. Elle relie le pôle d’échanges Gares du Havre à l’ancienne gare d’Étretat, en desservant sur son parcours Sainte-Adresse, Octeville-sur-Mer, Cauville-sur-Mer, Heuqueville, Saint-Jouin-Bruneval, La Poterie-Cap-d'Antifer et Le Tilleul.
- 14 : cette ligne, dite principale, relie l’hôpital Jacques Monod à la gare de Montivilliers en desservant le centre-ville d’Harfleur, le parc d’activités de l’Estuaire à Gonfreville-l'Orcher, puis les communes de Gainneville et Rogerville, avant de revenir sur Montivilliers par Saint-Laurent-de-Brèvedent et sa gare et enfin par Saint-Martin-du-Manoir.
- 15 : cette ligne, dite principale, à vocation à relier le pôle d’échanges Gares et la zone industrielle portuaire (ZIP). Son tracé dessert également les quartiers sud de la ville, qu’elle dessert via le boulevard Jules Durand, et fait un crochet par Harfleur.
- 16 : cette ligne, dite principale, relie le centre commercial Grand Cap au Havre au quartier de Dollemard, en passant par l’ancien chef-lieu de Bléville puis à proximité du stade Youri Gagarine.
- 17 : cette ligne, dite principale, assure la liaison entre le quartier de Caucriauville au centre commercial Océane de Gonfreville-l'Orcher en passant par le centre-ville d’Harfleur et de Gournay-en-Caux.
- 18 : cette ligne, dite principale, à vocation à desservir le Port Ouest et le quartier des Neiges, qu’elle relie au pôle d’échanges Gares via le Quai Colbert et l’avenue Lucien Corbeaux.
- 19 : cette ligne, dite principale, à vocation à compléter la ligne 15 en assurant une liaison directe entre le pôle d’échanges Gares et la zone industrielle portuaire (ZIP) via un tracé en ligne droite empruntant le boulevard Léningrad.
- 21 : cette ligne, dite principale, est une des lignes interurbaines créée au 31 août 2020 afin de couvrir l’intégralité du territoire de l’intercommunalité. Elle relie l’ancienne gare d’Étretat à celle de Montivilliers, en desservant sur son parcours les communes du Tilleul, Pierrefiques, Villainville, Criquetot-l'Esneval, Anglesqueville-l'Esneval, Gonneville-la-Mallet, Turretot, Saint-Martin-du-Bec, Notre-Dame-du-Bec, Rolleville et Épouville.
- 22 : cette ligne, dite essentielle, relie le pôle d’échanges Gares au centre commercial Océane de Gonfreville-l'Orcher en suivant la LER jusqu’à Harfleur puis en remontant l’avenue Marcel le Mignot  et le chef-lieu.

Depuis Juillet 2024, le réseau LiA est transformé avec l'apparition des lignes de type "C" comme la ligne C2, remplaçant ainsi les lignes 1, 3, 4, 5, 6, 7 et 8.
Les nouvelles lignes sont :
- C1 : Allant de Sainte-Adresse La Hève (terminus identique que précédemment) jusqu'à Montivilliers Cité des Abbesses (nouveau nom pour le terminus anciennement de la Gare de Montivilliers), avec un nouveau arrêt juste après le départ depuis La Hève : Chef M. Pringent. De plus, la boucle de Montivilliers est rompue afin de faire gagner du temps de route.
- C2 : Allant du Grand Quai (Quai de Southampton) jusqu'au terminus "Parc de l'Estuaire" de Gonfreville-L'Orcher, reprenant ainsi la portion de l'ancienne ligne 22 depuis "Place d'Armes" d'Harfleur.
- C3 : Identique que l'ancienne ligne 3, sauf qu'elle ne passe plus par St. Nicolas et qu'elle ne passe plus par "Pl. de Graville", faisant demi-tour immédiatement au rond-point en face de "Pl. de Graville".
- C4 : Reprenant les mêmes terminus aux extrémités de l'ancienne ligne 4, avec une nouvelle section passant directement par les quais Lamblardie et Michel Féré, ne servant plus ainsi les arrêts Saint-François, Videcoq, Cathédrale, Muséum et Richelieu en direction du Grand Hameau. Le terminus de l'ancienne ligne 6 (O. Niemeyer) devient un arrêt intermédiaire de cette ligne C4.
- C5 : C'est l'ancienne ligne 5 qui est raccourcie pour terminer au terminus "Dollemard" qui était l'ancien terminus de la ligne 16.
- C6 : L'une des deux nouvelles lignes issues de la division de l'ancienne ligne 6 (depuis Mont Gaillard jusqu'à l'Hôtel de Ville), la boucle pour s'arrêter à l'ancien terminus "O. Niemeyer" est disparue puisque cette ligne C6 s'arrête à l'Hôtel de Ville.
- C7 : Bien qu'ayant le même terminus "Caucriauville" qui est désormais exclusif à cette ligne, elle s'arrête au même terminus que la C6.
- C8 : L'autre ligne issue de la division de l'ancienne ligne 6 (depuis Mont Gaillard), elle suit la même route que l'ancienne 6 jusqu'à "Pl. de Conninck" inclus, puis elle passe dans une nouvelle section ayant pour arrêt "E. Landoas" afin de rejoindre la C7 à l'arrêt suivant "Tourneville"
- 9 : Auparavant, reliant Montivilliers Gare à la gare du Havre, elle relie désormais la gare du Havre au Mont Lecomte de la même manière que la nouvelle ligne 19. Elle utilise l'ancienne 8, passant donc par la section de Vétillard,
- 11 : Cette nouvelle ligne relie les deux gares respectives du Havre et de Montivilliers (désormais nommée "Montivilliers Cours Ste-Croix" pour le terminus), en passant par le centre commercial de la Lézarde.
- 11E : Cette nouvelle ligne est identique que celle précédente, sauf qu'elle les relie directement sans arrêts.
- 12 : C'est une nouvelle ligne issue de la fusion des anciennes lignes 11 et 12.
- 13 : L'ancienne ligne 13 reliant les gares respectives du Havre et d'Étretat (puis le terminus 'Le Grandval' d'Étretat afin de raccourcir cette ligne) a vu sa longueur être raccourcie afin de s'arrêter au terminus "Grand Hameau"
- 16 : L'ancienne ligne 16 voit sa longueur gagner plus que le double, remplaçant son ancien terminus "Dollemard" maintenant réservé à la C5 par son terminus qu'est la Gare du Havre, reprenant une section de la C1 depuis J. Bart jusqu'à A. Normand puis une section de l'ancienne 13 de M. Yvon jusqu'à la Gare, passant ainsi par le MuMA et le Grand Quai. De plus, l'arrêt "Lamblardie" est renommé "C. Delavigne".
- 17 : Gardant le terminus "Parc de l'Estuaire", cette nouvelle ligne ne s'arrête pas à Caucriauville mais reprend le reste de l'ancienne ligne 9 en passant par Pré Fleuri jusqu'au Terminus "Montivilliers Cité des Abbesses".
- 19 : Idem que la 9, sauf que ces deux lignes se séparent après "Pont 6" afin que la 19 passe par le collège J. Monod, Vallée Bereult, J.Delamare, A. Blanqui (suivant le tracé de la C3) tandis que la 9 passe par Cité Chauvin, J.P. Neveu, Champs Barêts (suivant le tracé de la C5) et elles se réunissent pour se séparer après 'Graville'. La 9 reprend son ancien tracé jusqu'au terminus "Mont Lecomte" tandis que la 19 reprend une section de l'ancienne 8 de Graville jusqu'à 'Soquence' inclus et longe l'Avenue du Général Ferrié d'Aplemont.

Les nouvelles lignes sont :
- 1 : Allant de Sainte-Adresse La Hève (terminus identique que précédemment) jusqu'à Montivilliers Gare, avec un nouveau arrêt juste après le départ depuis La Hève : Chef M. Pringent. De plus, la boucle de Montivilliers est rompue afin de faire gagner du temps de route.
- 2 : Allant du Grand Quai (Quai de Southampton) jusqu'au terminus "Terminal de l'Europe" de la Zone Portuaire offrant ainsi une meilleure desserte pour les travailleurs
- 3 : Identique que l'ancienne ligne 3, sauf qu'elle ne passe plus par Marceau... mais par les rues G. Brindeau et G. Nicole.
- 4 : De la Gare à Mont Gaillard, cette ligne desserve nombre de quartiers attractifs et de lieux chauds.
- 5 : De la Gare à Mont Gaillard, elle desserve aussi d'autres points chauds que la 4, elles se complètent.
- 6 : De Gares à Parc de l'Estuaire offrant une liaison rapide entre la Gare et Gonfreville L'Orcher.
- 7 : De la Gare jusque Grand Hameau, elle fait un grand tour, desservant un ensemble vaste de territoire y compris Montivilliers ou Harfleur.
- 8 : Grand Hameau jusque Etretat, pratique pour le tourisme.
- 9 : De la Gare du Havre jusque Etretat, parfait pour le tourisme.
- 10 : Desserte de Montivilliers, de l'hôpital J. Monod et des communes extérieures.
- 11 : Gares à Mont Lecomte, elle dessert plusieurs zones d'habitations.
- 12 : Gares à Montivilliers Gare par les communes extérieures (Comme St Romain de Colbosc)
- 13 : L'hôtel de Ville jusque Caucriauville, ligne très importante car quartiers très fréquentés et points chauds.
- 14 : Grand Hameau à Parc de l'Estuaire, elle relit toutes les communes d'Octeville, Montivilliers ou encore Harfleur et Gonfreville.
- 15 : La Gare jusque la Zone industrielle, parfaite pour les travailleurs avec une excellente fréquence et plusieurs itinéraires variables selon la demande (voir flexiLia)
- 16 : Dollemard à La Plage en passant par Mont Gaillard, Les Gares et l'Hôtel de Ville, ligne très stratégique.
- 17 : Grand Hameau aux Gares par Sanvic, ligne avec très forte demande.
- 19 : De Pl. D'Armes jusque Ignauval, cette ligne desserve la quasi totalité du centre du Havre, très fréquentée.
- 21 : Hôtel de Ville jusque Montivilliers Gare, très forte demande avec beaucoup de quartiers et de points chauds.
- 25 : De Grand Hameau aux Gares, elle desserve Ste Adresse offrant ainsi une meilleure couverture.

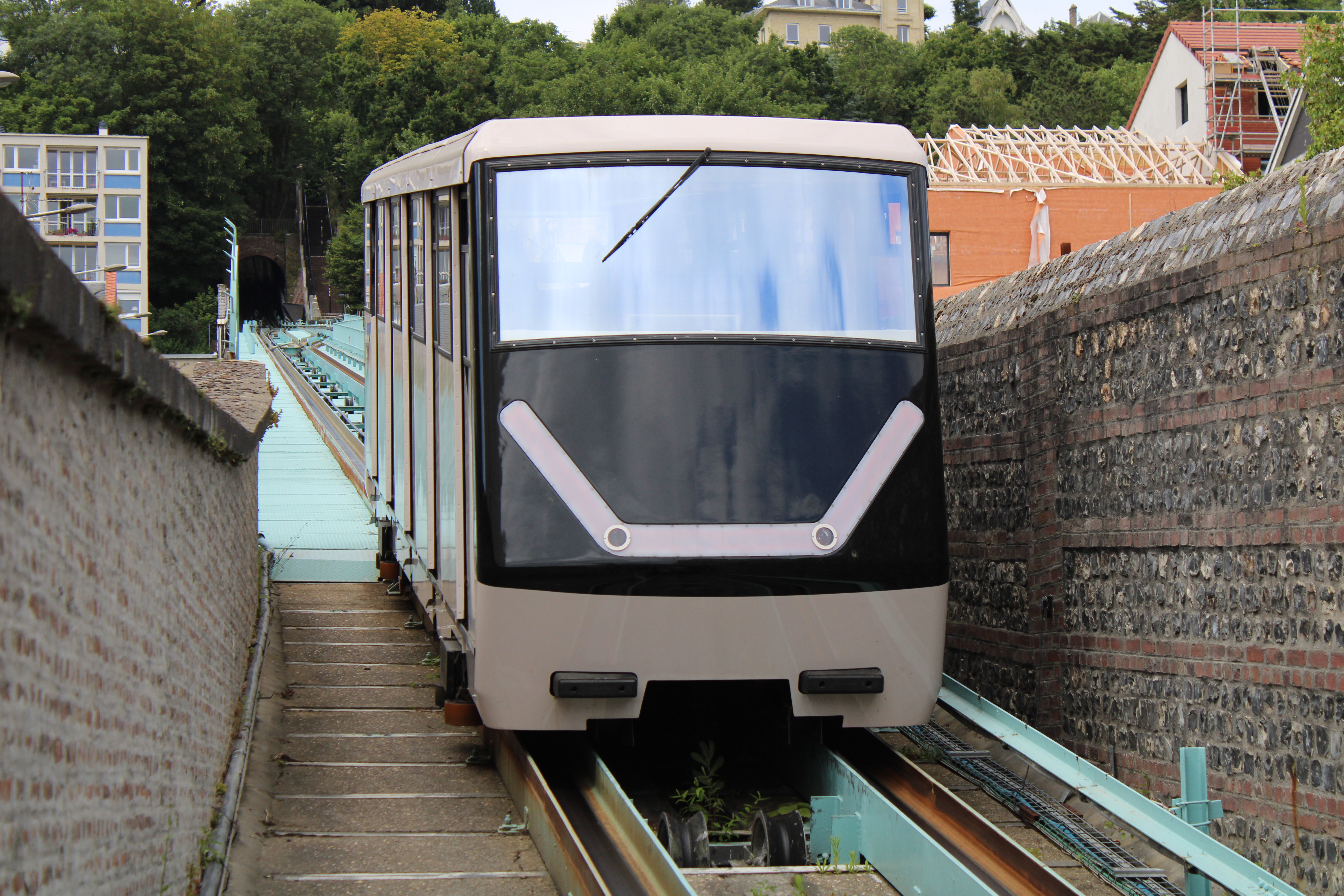
Funiculaire du Havre.

Le funiculaire du Havre est une ligne ferrée fonctionnant par traction qui relie la ville haute (Station Haute) à la ville basse (Station Basse) sur une distance d'environ 77 mètres. Ce funiculaire, mis en service en 1890, en fait l'un des plus anciens au monde. Réhabilité après les bombardements de la seconde guerre mondiale, le funiculaire transporte environ 550.000 personnes par an (2008) et représente l'itinéraire le plus emprunté entre la ville haute et la ville basse. Jusqu'à la mise en service du tramway, son nom commercial était « Funi'Océane ».

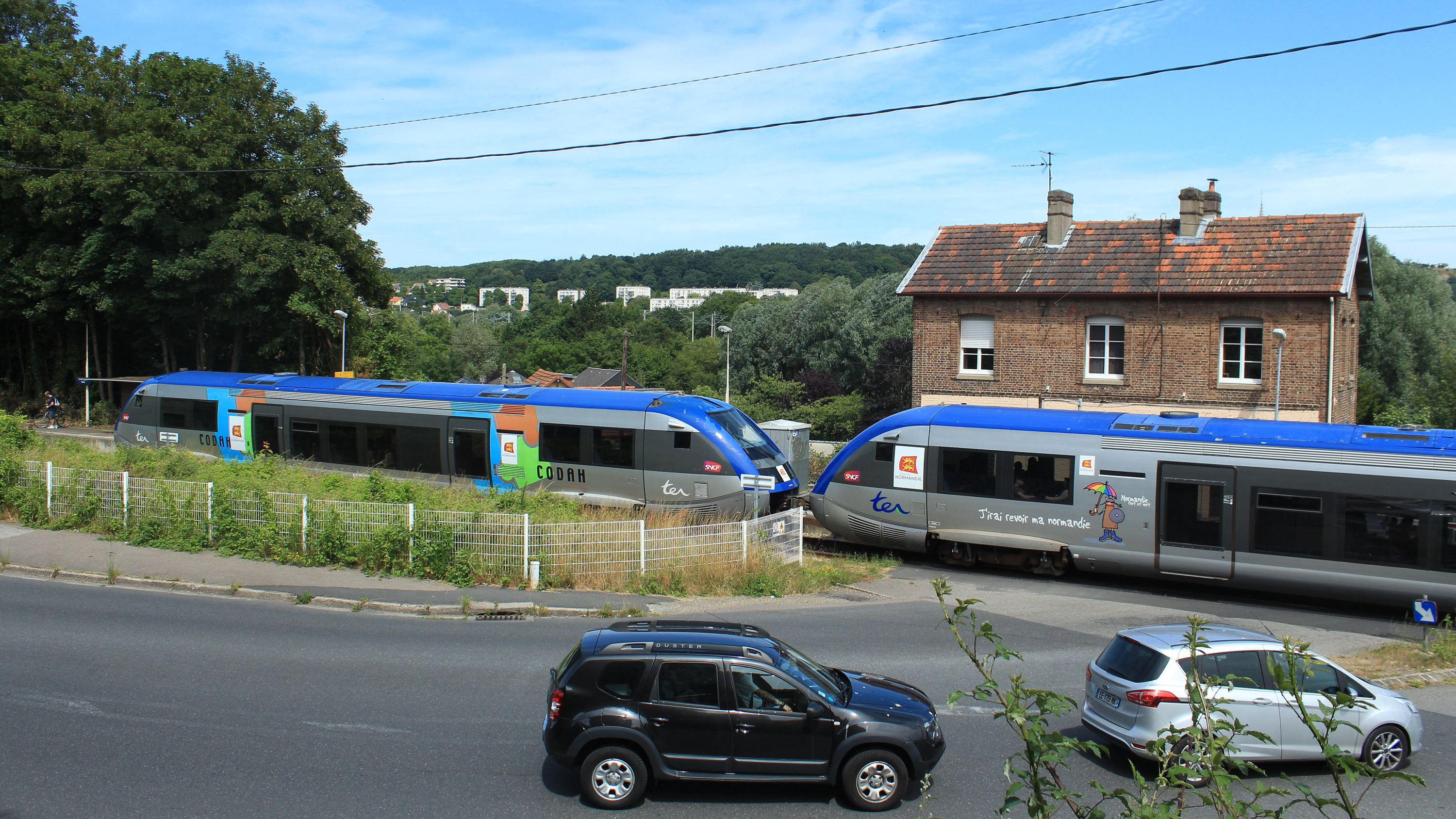
Deux X 73500 sur la Lézard’Express Régionale (LER) en juin 2018.

Enfin, le réseau exploite depuis septembre 2001 une ligne ferroviaire de type TER, nommée commercialement Lézard’Express Régionale (LER) en collaboration avec la région Normandie, le département de la Seine-Maritime, la Société nationale des chemins de fer français et SNCF Réseau. Cette ligne relie la gare du Havre à celle de Montivilliers, avec quelques courses prolongées vers Rolleville, en desservant sur son parcours les stations du Havre-Graville, Harfleur-Halte et de Jacques-Monod-La Demi-Lieue, ainsi que celles d’Épouville sur les départs non limités à Montivilliers. Organisée sur une voie unique et exploitée avec des X 73500 aux couleurs de la CODAH, la ligne assure quotidiennement 25 allers-retours partiels vers Montivilliers, ainsi que 5 complets vers Rolleville, avec une fréquence d’environ un départ à la demi-heure pour un temps de parcours d’environ un quart d’heure.
Depuis Septembre 2024, la LER est fermée pour laisser place au projet de la future 3ème ligne de tramway reprenant le tracé de la LER.

### Transports à la demande
Le réseau propose quatre services de transport à la demande : FiLBus, FlexiLia, LiA de nuit et MobiFil.
FiLBus est le principal service de transport à la demande, ouvert à tous et soumis à la tarification régulière du réseau LiA. Assuré sur réservation préalable par téléphone avec des voitures cinq places identifiées par le logo du service sur les flancs, il fonctionne du lundi au samedi en journée, sans horaires de passage prédéfinis, et propose des déplacements d’arrêts en arrêts au sein d’une même zone. Il couvre 52 des 54 communes de la communauté urbaine, chacune étant rattachée à l’une des trois zones définies, à l’exception d’Angerville-l'Orcher qui est rattachée à la fois à la zone F12 et à la F13 afin de permettre des correspondances sans passer par Le Havre ou Montivilliers. Le découpage s’organise de la manière suivante :
- la zone F10 couvre les 15 communes formant la couronne du Havre dans l’ancienne communauté d’agglomération CODAH (Cauville-sur-Mer, Épouville, Fontaine-la-Mallet, Fontenay, Gainneville, Gonfreville-l'Orcher, Harfleur, Manéglise, Mannevillette, Montivilliers, Notre-Dame-du-Bec, Octeville-sur-Mer, Rogerville, Rolleville et Saint-Martin-du-Manoir) ainsi que Saint-Laurent-de-Brèvedent et Saint-Martin-du-Bec
- la zone F12 regroupe 15 des 16 communes de l’ancienne communauté de communes Caux Estuaire (Épretot, Étainhus, Gommerville, Graimbouville, La Cerlangue, La Remuée, Les Trois-Pierres, Oudalle, Sainneville, Saint-Aubin-Routot, Saint-Gilles-de-la-Neuville, Saint-Romain-de-Colbosc, Saint-Vigor-d'Ymonville, Saint-Vincent-Cramesnil et Sandouville),
- la zone F13 englobe 19 des 21 communes de l’ancienne communauté de communes du canton de Criquetot-l'Esneval (Anglesqueville-l'Esneval, Beaurepaire, Bénouville, Bordeaux-Saint-Clair, Criquetot-l'Esneval, Cuverville, Étretat, Fongueusemare, Gonneville-la-Mallet, Hermeville, Heuqueville, La Poterie-Cap-d'Antifer, Le Tilleul, Pierrefiques, Saint-Jouin-Bruneval, Sainte-Marie-au-Bosc, Turretot, Vergetot et Villainville).

FlexiLia, en service depuis le 3 septembre 2018, est un service de transport à la demande centré sur la zone portuaire et proposé du lundi au vendredi hors jours fériés. Il est organisé autour de trois lignes régulières, numérotées 15, 18 et 19, qui desservent des arrêts à la demande dans une zone prédéfinie au-delà de leur terminus. La ligne 15 devient alors F15 et couvre, au-delà de la raffinerie Total, les secteurs 4700-5000 du port, tandis que la 18 (F18) irrigue le secteur 1600-3100 à partir du quartier des neiges et que la 19 (F19) est chargée du secteur 5100-5500 depuis l’usine Renault de Sandouville. Les usagers peuvent sélectionner leur arrêt de dépose par réservation préalable sur le site internet ou directement auprès du conducteur, tandis que le retour nécessite une réservation obligatoire via internet jusqu’à une demi-heure avant l’horaire souhaitée. Les secteurs 3400-3800 et 4000-4700 du port sont quant à eux desservis par une navette exclusivement sur réservation nommée Fzi et organisée en rabattement sur cinq arrêts du réseau : Gares, La Brèque, Les Neiges, Port 4599 Total Raffinage et Pré Fleuri. Seules la centrale EDF et les emprises de la Compagnie Industrielle Maritime sont desservis à horaires fixes au départ de la Gare du Havre, bien qu’elles soient intégrées dans le secteur de la navette Fzi.
LiA de nuit, en service depuis le 1er juin 2018, est le service de transport à la demande de nuit du réseau, assuré sur réservation jusqu’à une demi-heure à l’avance et accessible selon la tarification en vigueur sur le réseau régulier. Proposé tous les jours de 0 h 30 à 5 h du matin (6 h 15 le dimanche) et assuré avec cinq véhicules de 9 places identifiés par le logo du service apposé sur leurs flancs, il permet au réseau de circuler sans interruption et couvre Le Havre et sept communes environnantes : Fontaine-la-Mallet, Gainneville, Gonfreville-l'Orcher, Harfleur, Montivilliers, Octeville-sur-Mer et Sainte-Adresse).
Mobi'Fil est un service de transport à la demande réservé aux personnes à mobilité réduite dans l'incapacité d'emprunter des véhicules de transport en commun tel que les bus. Les 4 minibus spécifiquement aménagés composant le parc du service circulent sur l'ensemble de l'agglomération havraise de 5h30 à 21h du lundi au samedi et de 7h30 à 20h30 le dimanche. Il suffit de posséder un titre de transport LiA et un justificatif de handicap et de réserver un véhicule par téléphone ou par courrier.

### Projets
À l’horizon 2027, le réseau devrait intégrer la ligne du Havre-Graville à Tourville-les-Ifs au sein du réseau de tramway sous l’indice de ligne C. Ce nouveau tronçon, d’une longueur de 13 km et en tronc commun avec les lignes A et B entre le pôle d’échanges des gares et l’université, devrait permettre de relier les quartiers sud du Havre à Montivilliers, en desservant sur son parcours le centre hospitalier Jacques Monod et les quartiers de Massillon, Graville, Soquence et Harfleur.

### Arrêts

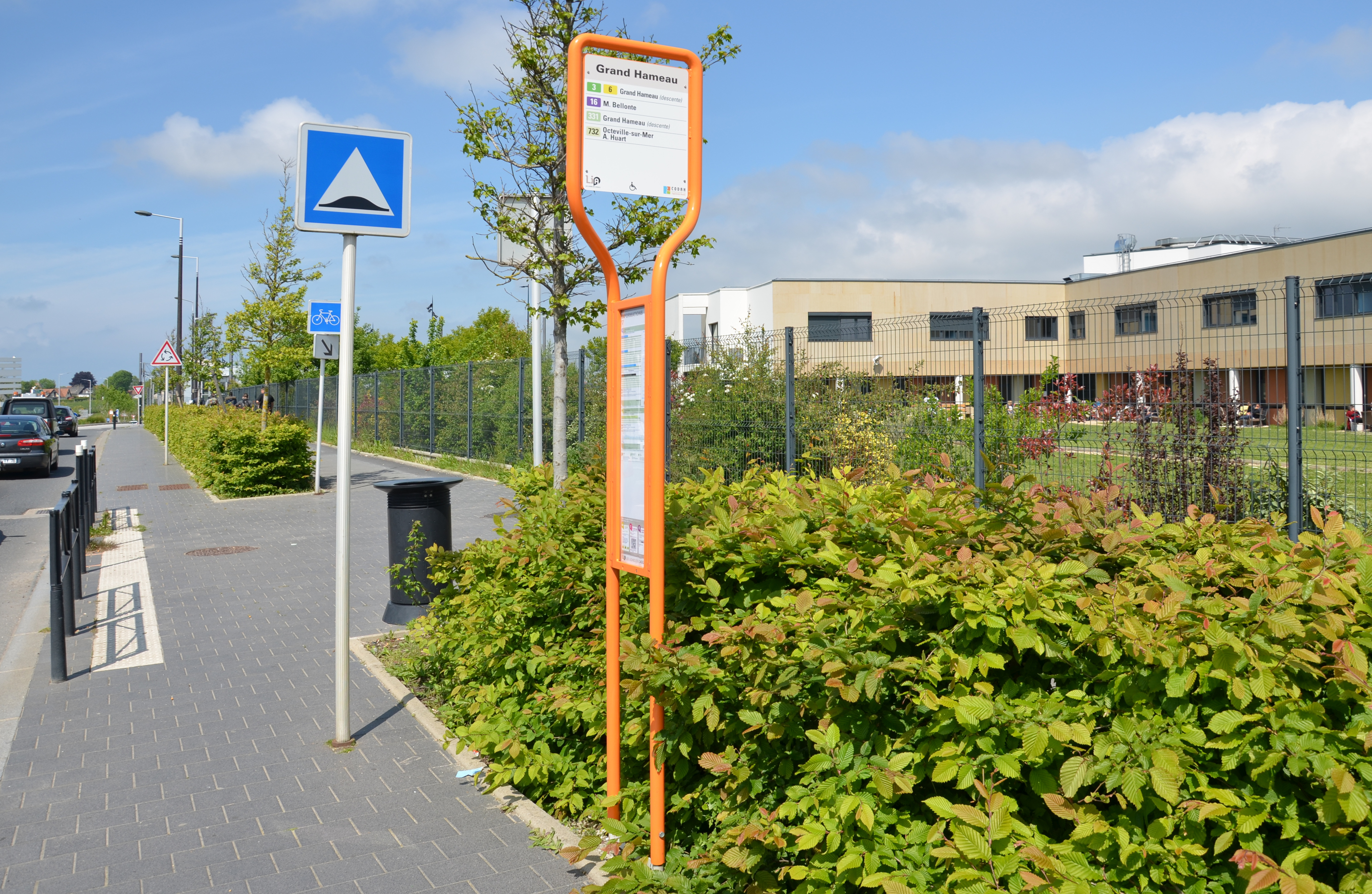
Un arrêt de bus du réseau LiA au Havre.

## Identité visuelle
Le réseau havrais dispose de sa propre identité, avec notamment la marque LiA Les lignes de l’Agglo, déposée par la communauté de l'agglomération havraise (CODAH) en décembre 2011 et appliquée depuis juillet 2012. Celle-ci se compose du nom LiA, contraction de « les LIgnes de l’Agglo », qui permet de définir l’offre de transport proposé.
Il est représenté visuellement par une livrée spécifique pour les véhicules ainsi que par un logo, apposé sur l’ensemble des véhicules, la tenue vestimentaire du personnel de conduite et d’exploitation, mais également sur tous les documents produits en lien avec le réseau, qu’ils soient de nature commerciale (affiches de promotion, titres de transport, fiches horaires, ...) ou officielle (rapports d’activités, règlement intérieur, conditions générales de vente, ...).

### Logos

Logo du réseau LiA depuis juillet 2012.

Depuis juillet 2012, le réseau est identifié par la marque LiA, à laquelle est associée un logo. Celui-ci est relativement simpliste, puisqu’il se compose des trois lettres formant le nom de la marque. La première partie, qui inclut le L majuscule et le i minuscule, est écrite en beige (RAL 1035), tandis que le A majuscule, blanc (RAL 9016), est au centre d’une forme noir (RAL 9011) qui rappelle la forme d’un arrêt de bus. Il est quelquefois souligné du slogan du réseau, qui est d’abord Les lignes de l’Agglo, avant de devenir Toujours LiA pour vous en 2019.

Logo de Bus Océane, nom du réseau de 1991 à 2012.

Avant cette date et l’apparition de la marque LiA, le réseau était commercialisé sous la marque Bus Océane. Le logo se décompose alors en trois morceaux. La première, en haut à gauche, reprend le symbole ≈ en bleu vert (RAL Effect 220-1) afin de représenter des vagues. Il est prolongé par le mot BUS inscrit en lettres capitales bleues (RAL Design 240 40 40), à l’image du blason de la commune. L’ensemble est souligné par le mot Océane, écrit avec la première lettre en majuscules et les autres en en lettres minuscules. Il est inscrit en rouge (RAL Design 240 40 40), qui provient également du blason du Havre.

### Livrée des véhicules

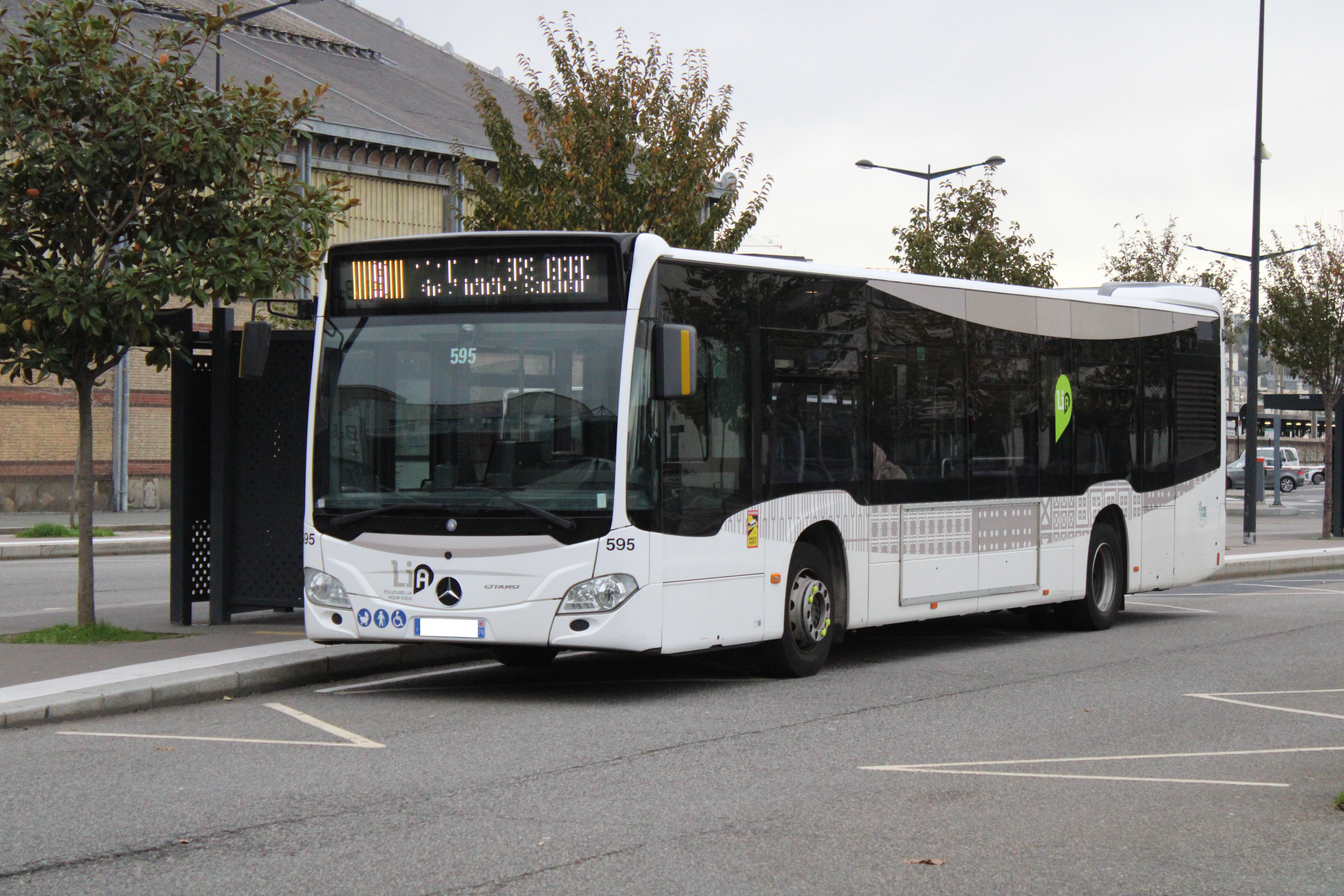
La découpe des véhiucles depuis 2012.

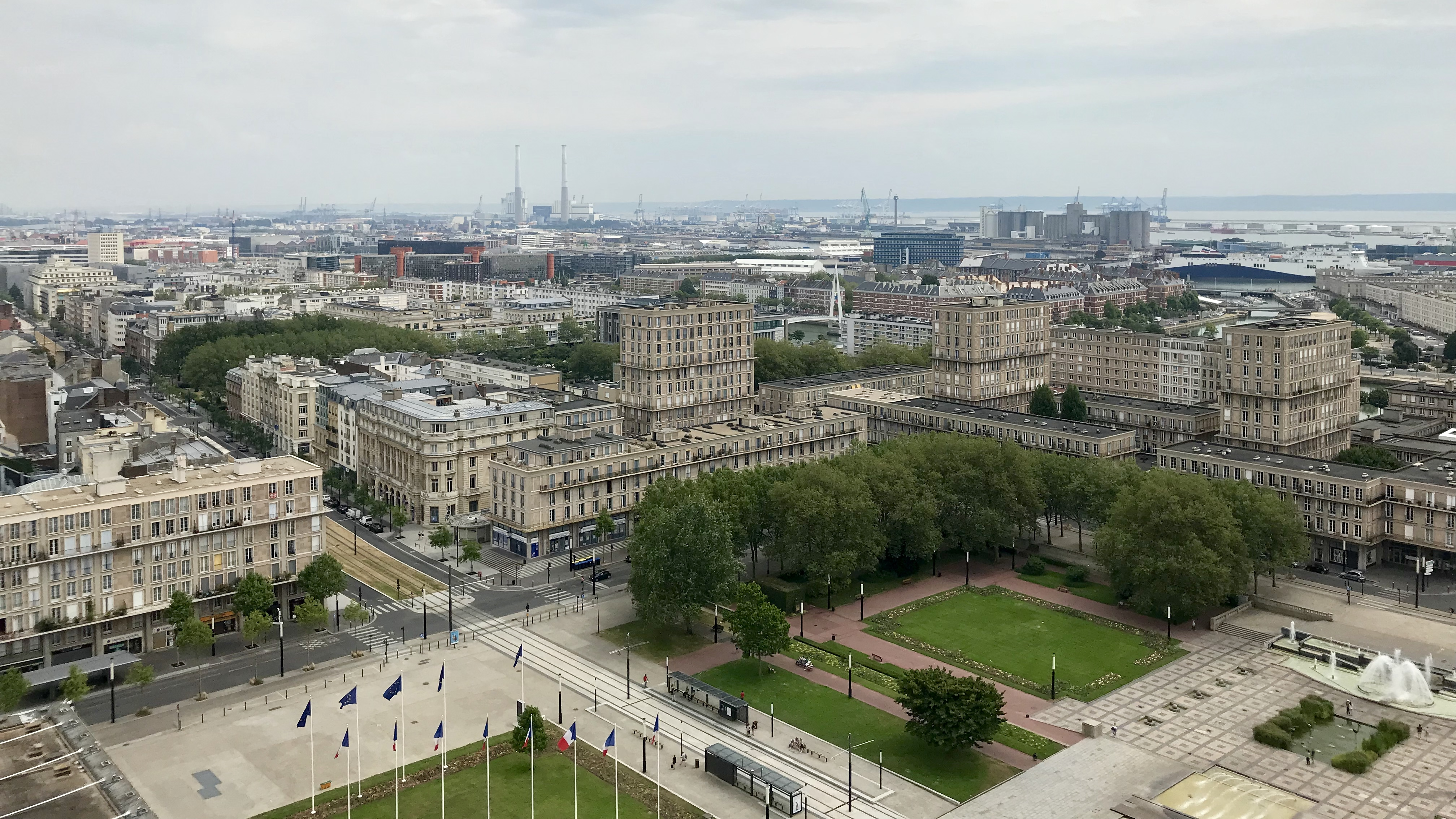
La découpe actuelle des véhicules est inspirée de l’architecture du centre-ville reconstruit du Havre, réalisée par Auguste Perret après-guerre.

La découpe actuelle des autobus est apparue en juillet 2012, lors du dévoilement de la marque LiA. Majoritairement blanche, elle se compose d’une fresque de différentes formes géométriques de couleur beige dessinée sous les baies vitrées, en partie haute du bas de caisse. Ces motifs sont destinés à rappeler l’architecture du centre-ville reconstruit du Havre, réalisée par Auguste Perret après la Seconde Guerre mondiale. Un arc de cercle beige, en partie haute du véhicule, accueille le slogan et le logo du réseau, qui est également repris au-dessus sur la vitre au-dessus de l’essieu arrière. L’arrière ne se compose que des logos du réseau et de l’autorité organisatrice, tandis que la face avant accueille le logo LiA et un petit arc de cercle beige sous le pare-brise.

Cette découpe diffère légèrement sur les autobus articulés affectés à la ligne C2, ligne structurante du réseau routier, où le logo LiA est remplacé par celui de ChronoLiA, inscrit en blanc au milieu d’un chronomètre jaune entouré de cercles jaunes et les inscriptions « + Direct, 7 jours/7, + Accessible ». La bande sous le pare-brise est alors noir et la carrosserie beige, afin de rappeler les couleurs du tramway. 

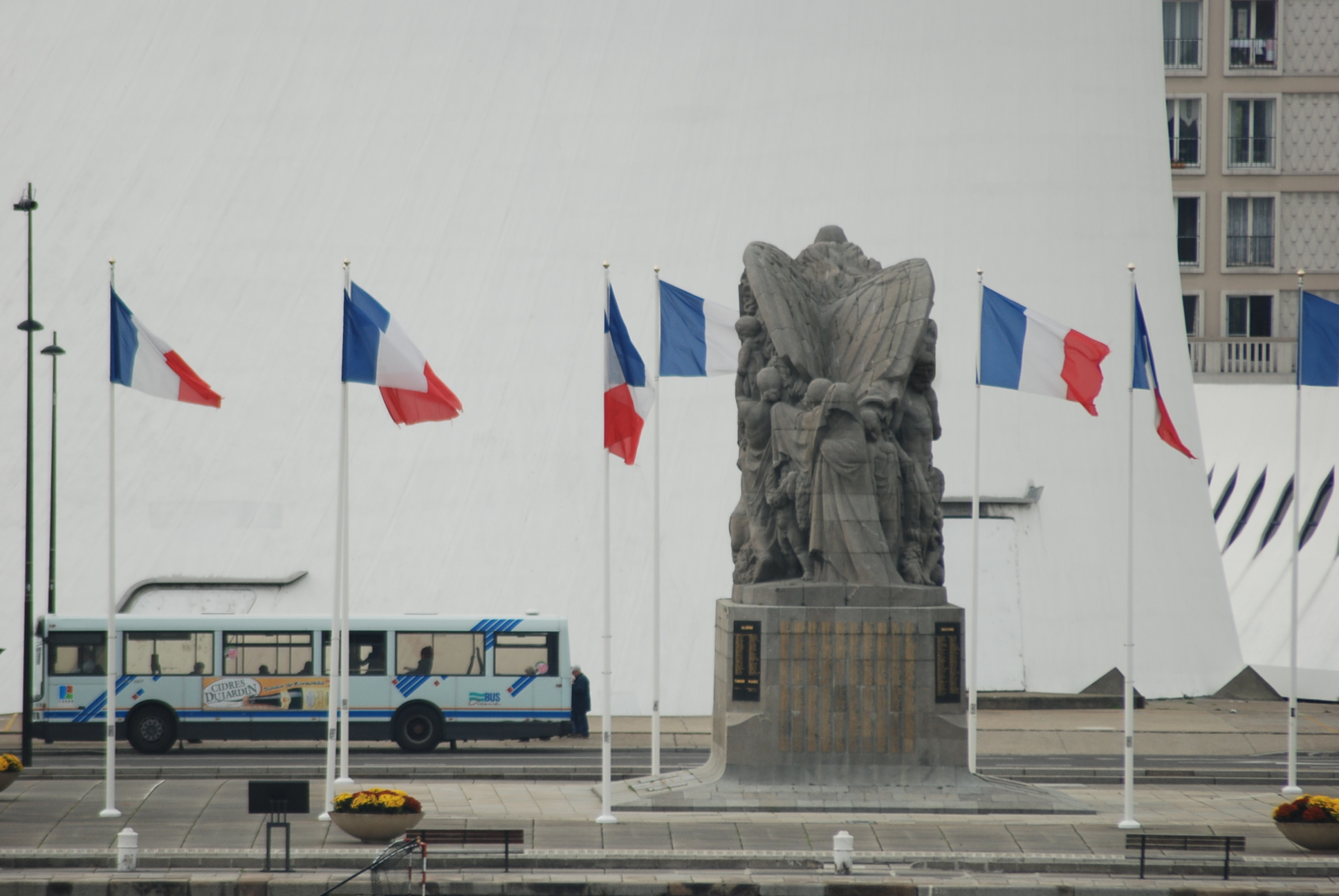
La découpe des véhicules Bus Océane.

### LiA les Vélos

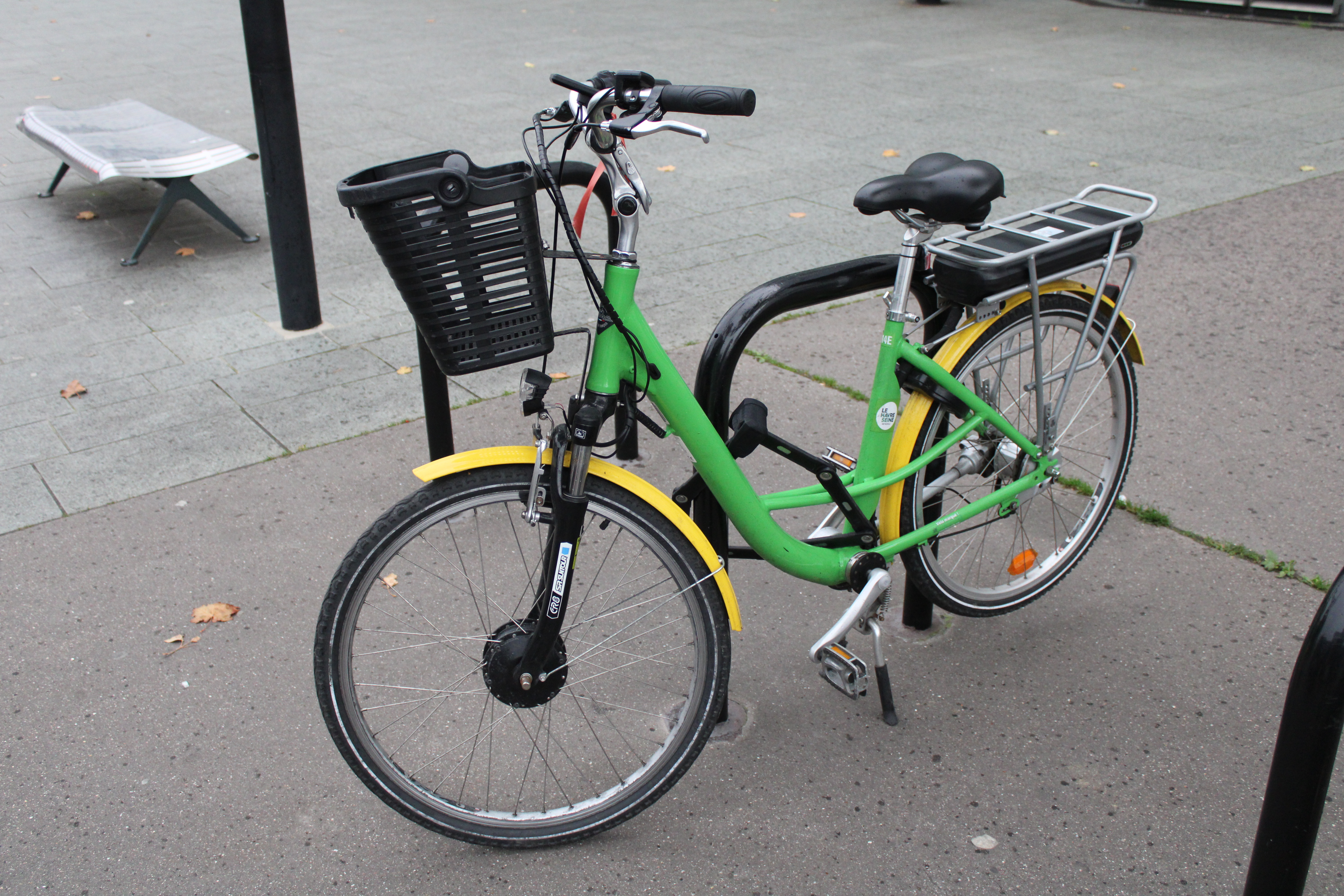
Un LiA les Vélos au Havre en 2022.

## Exploitation

### État de parc

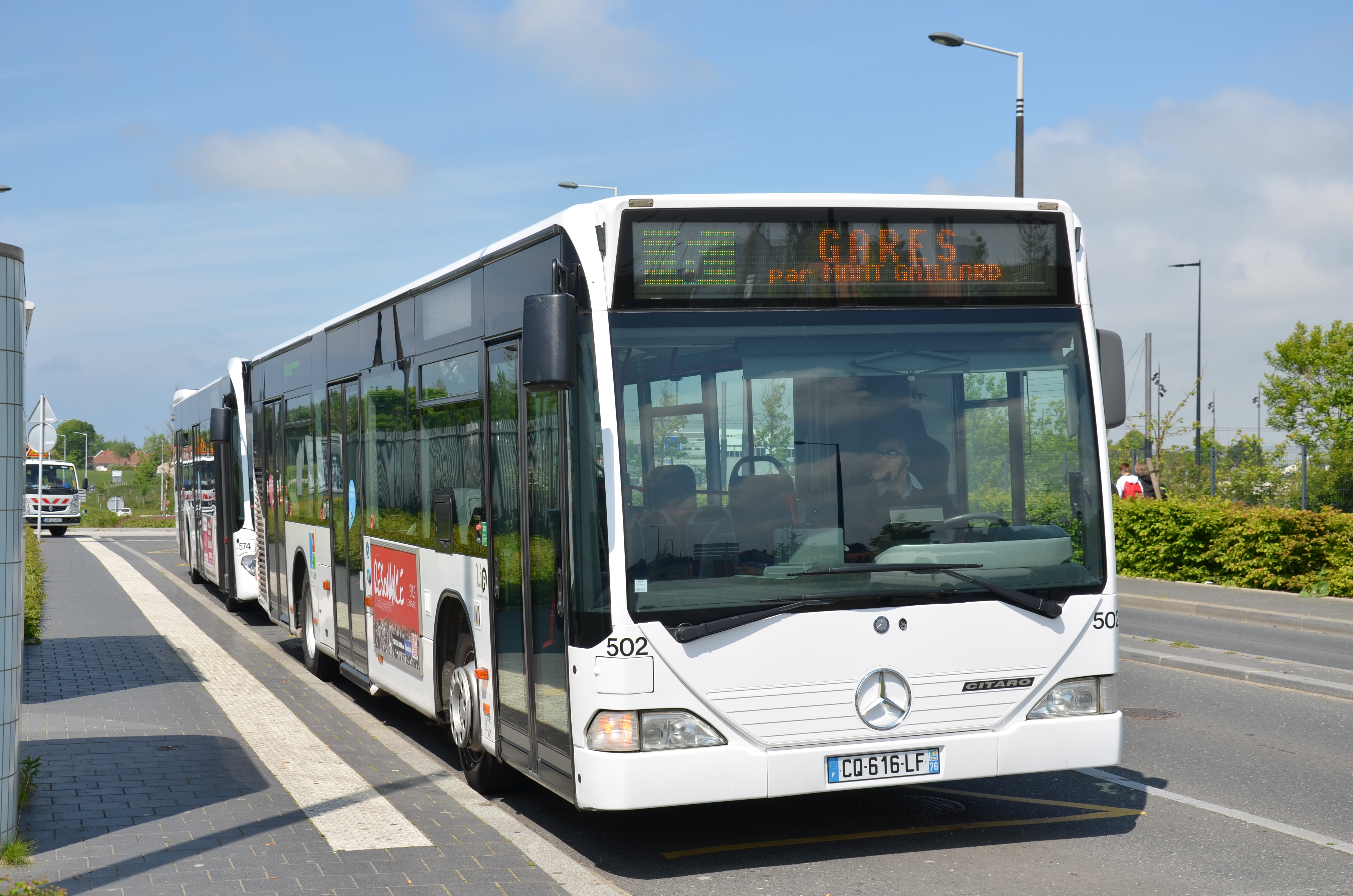
Au 31 décembre 2021, les Mercedes-Benz Citaro de première génération sont les véhicules les plus anciens en exploitation.

Au 31 décembre 2021, la communauté urbaine met à disposition de l’exploitant un total de 146 autobus, à raison de 38 articulés, 93 standards, 7 midibus et 8 minibus PMR. La moyenne d’âge est alors de 10.23 ans, avec une mise en service en août 2005 pour les véhicules les plus anciens, qui sont alors des Mercedes-Benz Citaro de première génération, tandis que les plus récents sont quatre Renault Master III affectés au service TPMR et réceptionnés en octobre 2020.

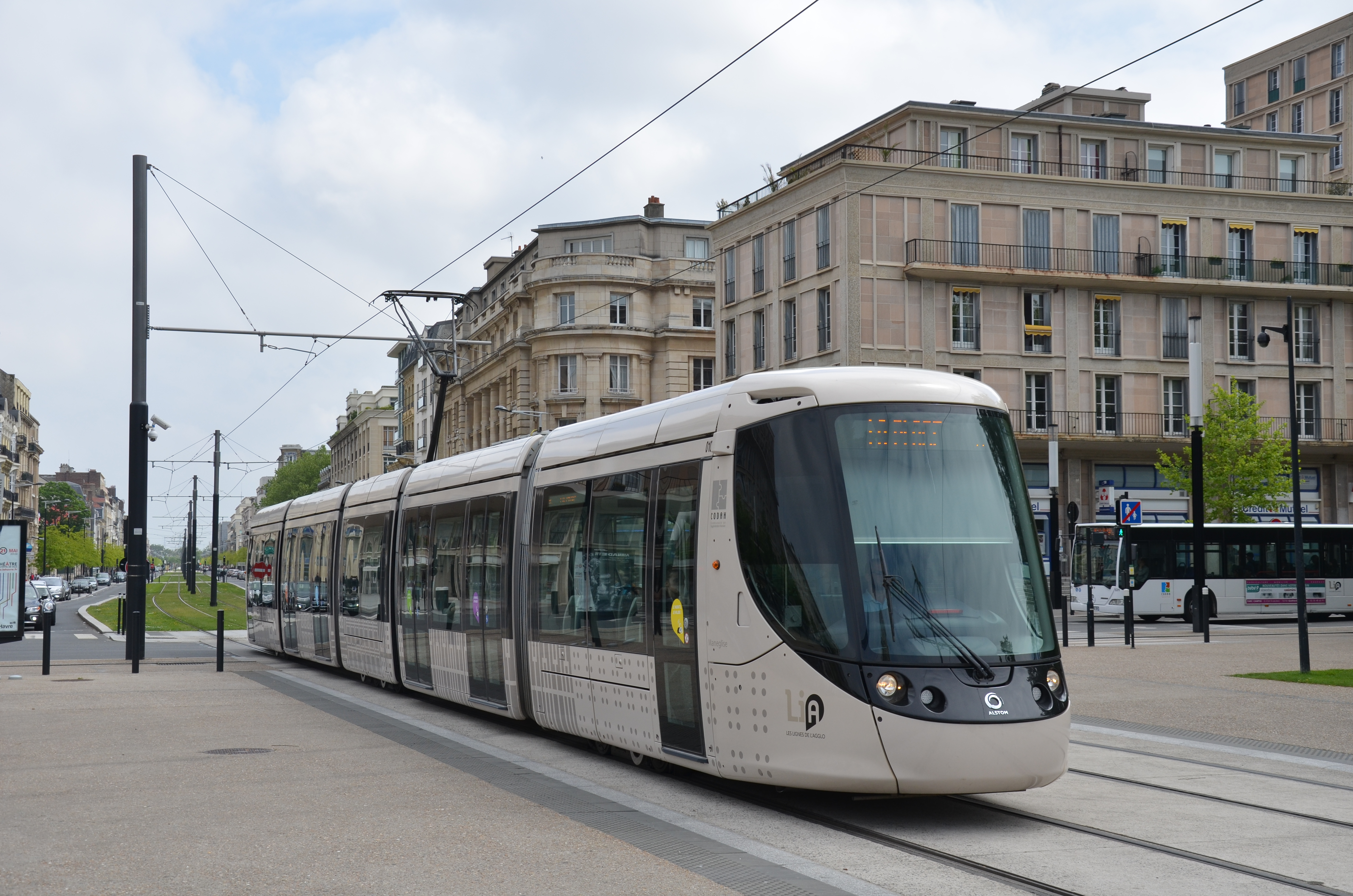
22 rames de type Alstom Citadis 302 sont utilisés sur les deux lignes de tramway.

Le réseau exploite aussi deux lignes de tramway, pour lesquels il dispose de 22 rames de types Citadis 302 d'Alstom, réceptionnés en 2012.

### Dépôts
Transdev Le Havre dispose actuellement de deux dépôts, le principal étant dénommé Marcel-Toulouzan. L'atelier-dépôt se trouve dans le quartier de l'Eure où l'enceinte accueille 55 bus. Le second dépôt se trouve dans le quartier de Grand Hameau, au sein du centre de maintenance et remisage Tramway.

### Sécurité
Conformément à l’arrêté du 27 juillet 2004 relatif au contrôle technique des véhicules lourds, l’ensemble du parc est soumis à un contrôle technique, effectué par un centre indépendant et reconnu, valable 6 mois,. Au cours de cette visite, tous les éléments de sécurité ainsi que l’arrimage des sièges, le fonctionnement des portes ou encore les feux sont vérifiés,.
Un second arrêté, dit du 2 juillet 1982 relatif aux transports en commun de personnes, impose un certain nombre de sécurité à bord des véhicules, tel que la présence de moyens de lutte contre l’incendie, notamment un extincteur.

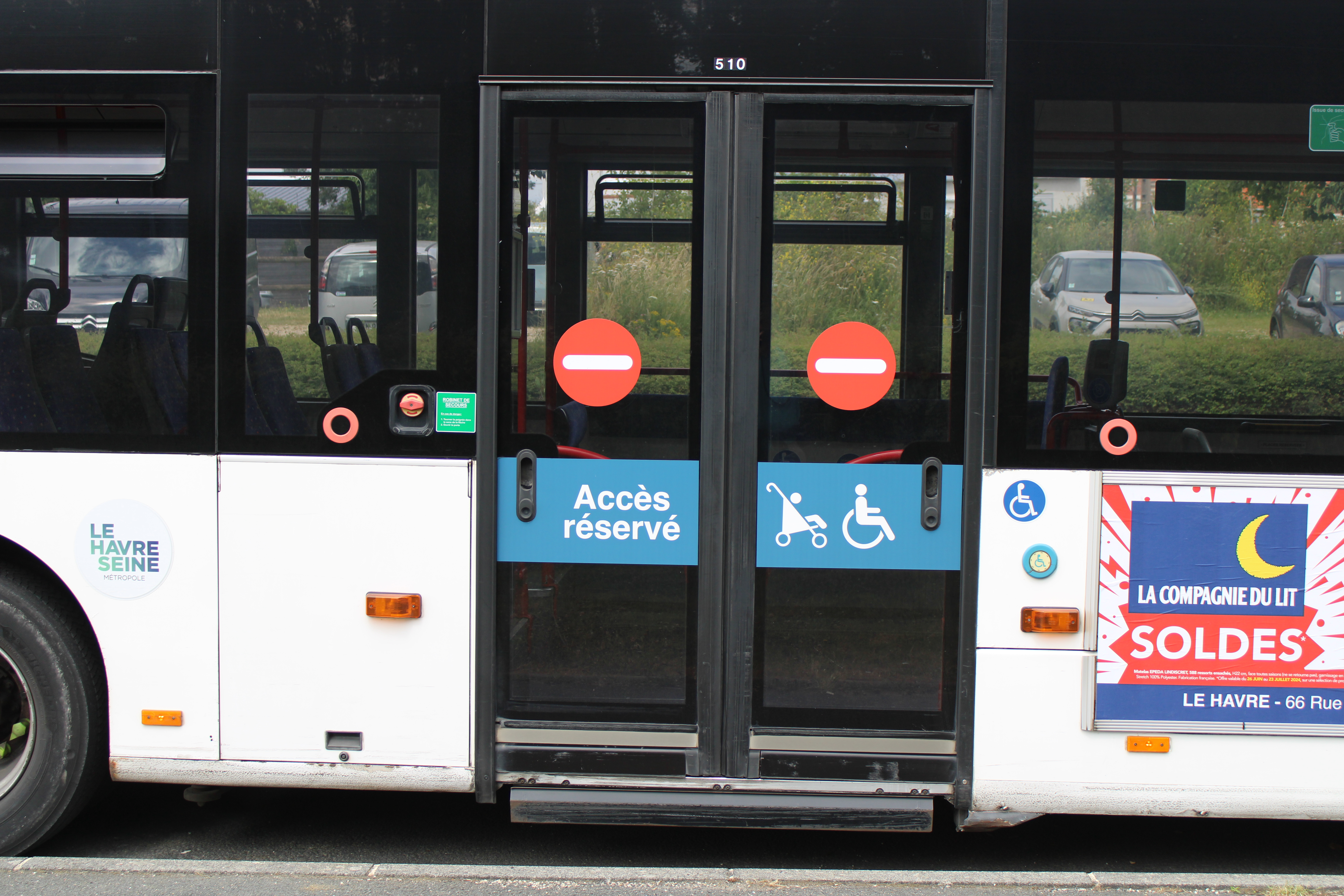
Les portes des véhicules sont dotées de bords sensibles, capables d’empêcher leurs fermetures en cas d’anomalie. On note aussi, à gauche, la présence du robinet d’ouverture d’urgence depuis l'extérieur.

Les portes sont dotées de bords sensibles, capable de remarquer la présence d’un corps étranger entre les battants. En cas d’anomalie, cette sécurité entraîne un phénomène de réversion, c’est-à-dire la réouverture des portes. En cas de problème empêchant l’ouverture des battants depuis le poste de conduite, deux mécanismes, l’un à l’extérieur et l’autre à l’intérieur, sont installés à proximité des portes latérales et permettent de déclencher la décompression, c’est-à-dire le fait de vider les réserves d’air comprimé, rendant ainsi les battants inertes et maniables à la main.

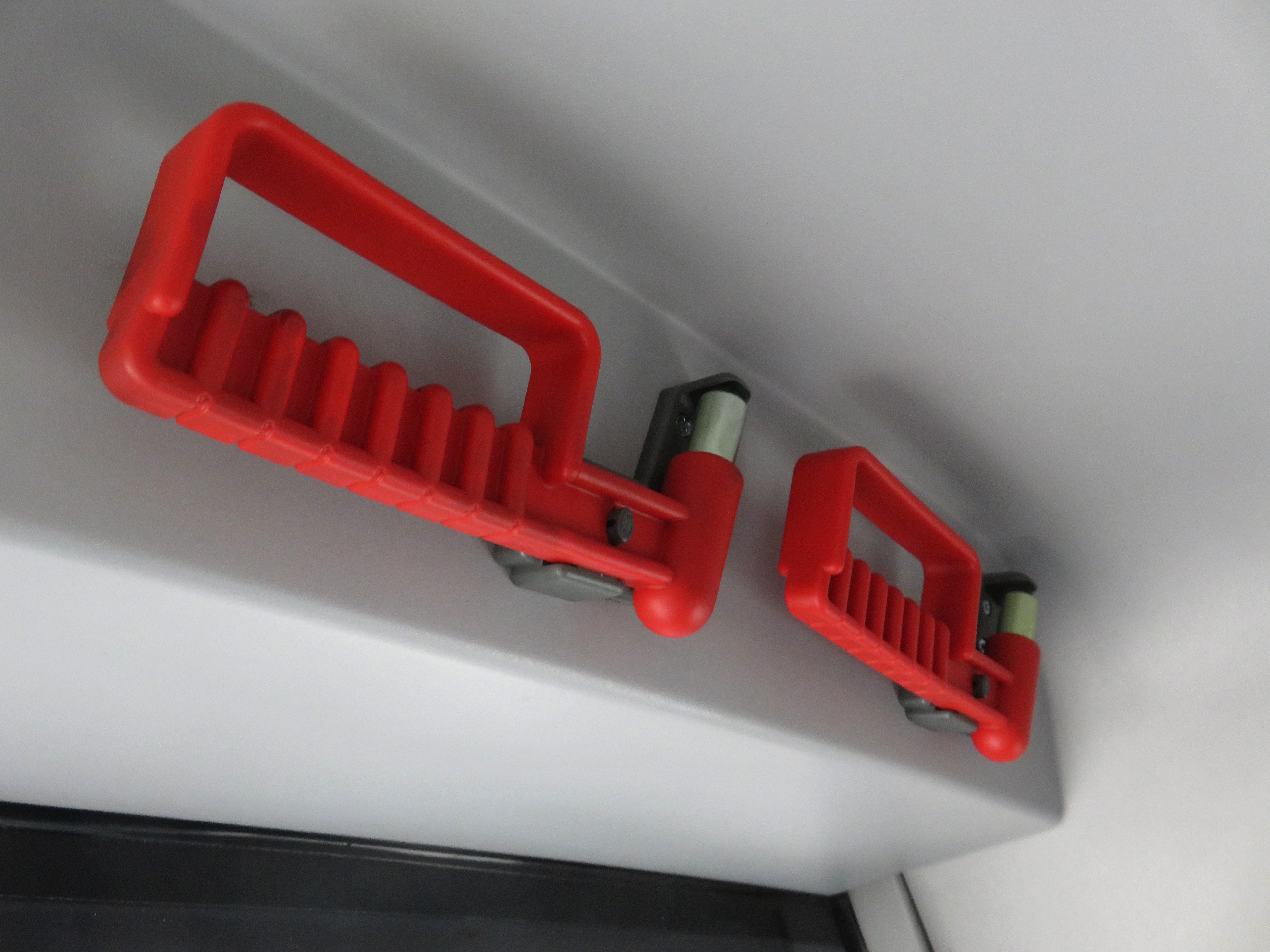
L’ensemble des véhicules est équipés de marteaux brise-vitre afin de pouvoir casser les vitres pour évacuer en cas d’urgence.

Enfin, tous les bus et cars sont équipés de marteaux brise-vitre situés derrière le conducteur. Ceux-ci sont utilisés, en cas d’impossibilité totale d’évacuer par les portes, afin de casser une ou plusieurs vitres en verre de sécurité trempé, identifiables par la mention « Issue de secours » inscrites dessus lisibles à la fois de l’intérieur et de l‘extérieur des véhicules.

### Information aux voyageurs
Le réseau est doté, depuis 1990, d’un système d'aide à l'exploitation et à l'information voyageurs (SAEIV), qui permet d’assurer le suivi en temps réel des bus, mais aussi de coordonner l’information aux voyageurs sur les différents supports.
À bord des bus
Sur internet
Le réseau dispose de son propre site web depuis décembre 2000. D’abord connu à l’adresse www.bus-oceane.com, il change d’adresse en juin 2012 et devient www.transports-lia.fr afin de s’harmoniser avec la nouvelle marque du réseau. Profondément transformé à la rentrée 2018, il est disponible uniquement en français et se décompose en six grandes parties :
- Préparer son trajet, qui permet à l’usager de préparer son trajet avec la publication des infos trafics, la mise à disposition des fiches horaires et plans du réseau, mais également avec des outils dynamiques tels qu’un calculateur d’itinéraires ou une carte avec un moteur de recherches pour trouver le transport adapté à proximité de son emplacement[Off 4].
- Titres et tarifs, regroupant la liste des points de vente, la tarification et les supports en vigueur sur le réseau, mais également un formulaire permettant de se renseigner sur le titre adapté à son usage du réseau et de régler sa contravention en ligne[Off 4].
- Le réseau LiA, permettant à l’usager de se renseigner sur les différents services proposés par le réseau, les actualités, et de louer un bus[Off 4].
- Infos pratiques, qui regroupe la documentation et de nombreuses informations du réseau, la réponse aux questions les plus fréquentes, des conseils pour voyager en toute sécurité, des idées de lieux à découvrir et la présentation des partenaires[Off 4].
- Outils, avec la barre de recherche, le plan du site et des informations sur son fonctionnement, ainsi qu’un formulaire de contact[Off 4].
- Espace Membre, propre à chaque usager souhaitant se créer un compte personnel[Off 4].

Il est doublé, depuis le début de l’année 2015, d’une application pour smartphones Android et iOS.

## Impact socio-économique

### Trafic
| Année | Fréquentation (voyages) | Nombre de kilomètres parcourus | Voyages par an et par habitant |
| ----- | ----------------------- | ------------------------------ | ------------------------------ |
| 1994  | ≈ 22 millions           |                                | 92.20                          |
| 1997  |                         |                                | 98                             |
| 2021  | 22 124 877              |                                |                                |
| 2022  | 24 330 823              | 10 588 549                     |                                |

### Classement au palmarès des mobilités
Le réseau apparait régulièrement au palmarès des Transports Urbains, établi par le magazine La Vie du rail à partir de 1991. Ce classement est établi annuellement en se basant sur les chiffres de l’année -1 publiés par l’UTP, et se basent sur un certain nombre de données, notamment l’évolution d’une année sur l’autre de l’offre kilométrique, du nombre de déplacements, de la vitesse commerciale et du taux de couverture de chaque réseau. Le réseau Bus Océane occupe la 16ème place pour l’année 1994, puis la onzième en 1995 et 1996. Redescendu à la douzième place en 1997 puis 1998, le réseau remonte et atteint le top 10 en 1999, occupant la neuvième place, puis la huitième en 2000.

## Dans la culture

### Opération «Bus Dell’Arte»
Depuis 1991, le réseau entretient le dispositif "Dell’Arte", qui consiste à valoriser les transports en commun et l’art, en reproduisant sur un bus une œuvre réalisée par un artiste régional, mais également à renforcer la relation entre les usagers et le service de transport public. L’opération, d’abord reconduite annuellement puis tous les deux ans, est reconnue dans le milieu du transport en étant récompensé par 6 prix.
| Année        | Artiste                                                                                        | Véhicule                                                                                            | Image |
| ------------ | ---------------------------------------------------------------------------------------------- | --------------------------------------------------------------------------------------------------- | ----- |
| 1991 (n°1)   | Bernard Xenakis (artiste peintre havrais)                                                      | Heuliez GX 107 no 518 (1991-2003) Heuliez GX 317 no 55 (2003-2020)                                  |       |
| 1992 (n°2)   | André Vaillant (peintre)                                                                       | Heuliez GX 107 no 546 (1992-2005) Mercedes-Benz Citaro Facelift no 514 (depuis 2007)                |       |
| 1993 (n°3)   | Daniel Authouart (peintre, dessinateur et lithographe, ancien élève de l’école d’art du Havre) | Heuliez GX 107 no 558 (1993-2008) Mercedes-Benz Citaro Facelift no 531 (depuis 2008)                |       |
| 1995 (n°4)   | Christian Torelli (peintre)                                                                    | Heuliez GX 107 no 584 (1995-2008) Mercedes-Benz Citaro C2 no 569 (depuis 2013)                      |       |
| 1997 (n°5)   | Serge Hanin (artiste peintre)                                                                  | Heuliez GX 317 no 20 (1997-2011) Mercedes-Benz Citaro C2 no 570 (depuis 2013)                       |       |
| 1999 (n°6)   | Daniel Bovero (peintre plasticien)                                                             | Heuliez GX 317 no 39 (1999-2014) Mercedes-Benz Citaro C2 no 572 (depuis 2014)                       |       |
| 2002 (n°7)   | Jean-Pierre Accault (peintre, illustrateur, sculpteur)                                         | Heuliez GX 317 no 48 (2002-2018)                                                                    |       |
| 2004 (n°8)   | Edith (dessinatrice)                                                                           | Heuliez GX 317 no 66 (2004-2020)                                                                    |       |
| 2006 (n°9)   | Laurent Corvaisier (illustrateur)                                                              | Mercedes-Benz Citaro Facelift no 515 (2006-2008) Mercedes-Benz Citaro Facelift no 546 (depuis 2009) |       |
| 2010 (n°10)  | Gilbert Dauguet (peintre, sculpteur)                                                           | Mercedes-Benz Citaro Facelift no 558 (depuis 2010)                                                  |       |
| 2012 (n°11)  | Jace (graffeur havrais, créateur des gouzous)                                                  | Mercedes-Benz Citaro Facelift no 563 (2013-2024)                                                    |       |
| 2017 (n°12)  | Fanny Bouyagui (artiste plasticienne)                                                          | Mercedes-Benz Citaro C2 no 584 (depuis 2017)                                                        |       |
| 2020 (n°13), | Patricia Harris (artiste peintre havraise)                                                     | Mercedes-Benz Citaro C2 no 593 (depuis 2020)                                                        |       |
| 2021 (n°14)  | Laura Kopf (artiste plasticienne havraise, ancienne élève de l’école d’art du Havre)           | Mercedes-Benz Citaro G C2 no 220 (depuis 2021)                                                      |       |
| 2024 (n°15)  | Mascarade (artiste plasticienne havraise, ancienne élève de l’école d’art du Havre)            | Mercedes-Benz Citaro C2 no 588 (depuis 2024)                                                        |       |

### Véhicule préservé

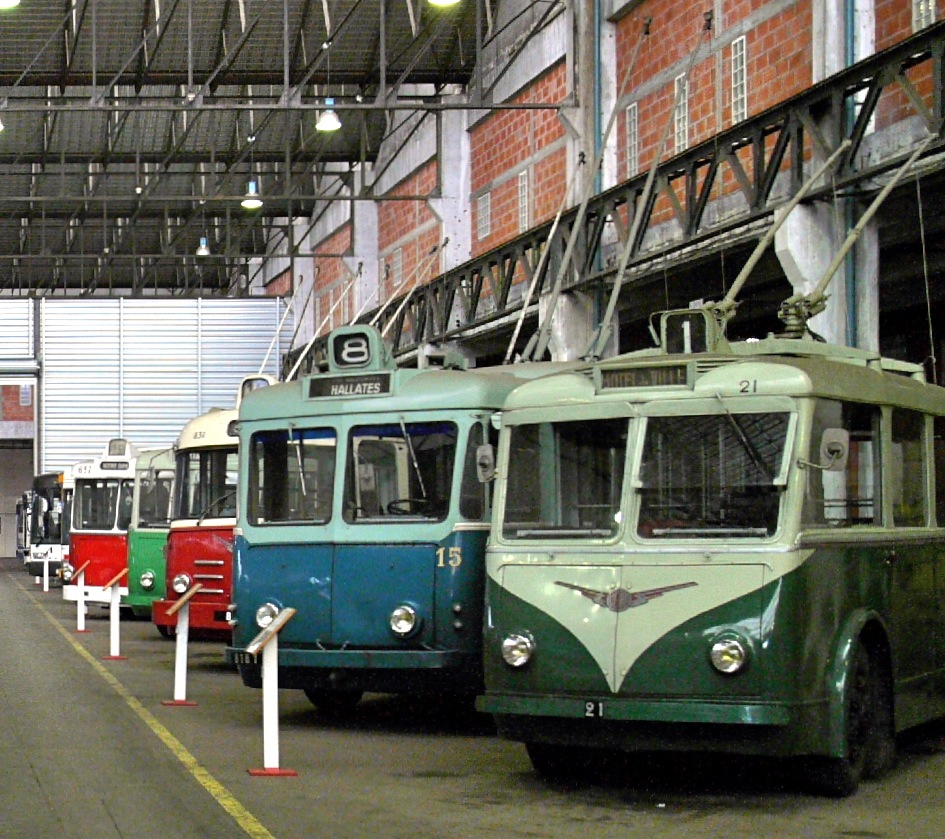
Le Vétra VBRh n°15 (au second-plan), ayant circulé sur le trolleybus du Havre de 1951 à 1970, est préservé par l’AMTUIR depuis 1971.

Un Vétra VBRh, le n°15, est préservé par l’AMTUIR depuis le 24 juin 1971. Ce véhicule a circulé sur le trolleybus du Havre de sa mise en service en 1951 jusqu’à la suppression du service en 1970.